# Schermützelsee
Der Schermützelsee ist ein 137 Hektar großer See im brandenburgischen Landkreis Märkisch-Oderland. Er ist der größte See der Märkischen Schweiz und liegt im Zentrum des gleichnamigen Naturparks rund 50 Kilometer östlich von Berlin. Die gesamte Seefläche und der größte Teil der Ufer befinden sich auf der Gemarkung des Kneippkurorts Buckow. Der Name Schermützel geht auf die slawische Siedlungszeit und sehr wahrscheinlich auf die slawische Bezeichnung für den Faulbaum zurück.

## Geschichte
Im See nachgewiesene Pfahlbauten, die der Lausitzer Kultur zugerechnet werden, deuten auf eine frühe Besiedlung der Uferbereiche hin. Nach der Deutschen Ostsiedlung gehörte der See bis zur Mitte des 16. Jahrhunderts zum ausgedehnten Besitz der Zisterzienserinnen des Klosters Friedland. Anschließend aufgeteilt unter verschiedenen Gutsherren, ist der See seit 1929 im Besitz der Stadt Buckow. Lediglich ein Streifen des Nordwestufers unterhalb der Bollersdorfer Höhe – von Fontane und anderen Schriftstellern beschrieben – und das Nordufer gehören noch zum benachbarten Bollersdorf. Mit einem etwa 7,5 Kilometer langen Rundweg, der zum Teil als Panoramaweg hoch über dem See auf dem Barnimhang verläuft, der Ausflugsschifffahrt, dem Segelsport und dem 1911 eröffneten Strandbad Buckow nimmt der Schermützelsee eine wichtige Funktion im Tourismus der Märkischen Schweiz und des Kurorts Buckow ein. Seine Badewasserqualität wird nach der Badegewässerrichtlinie der EG als ausgezeichnet eingestuft. Am östlichen Ufer befindet sich das ehemalige Sommerhaus Bertolt Brechts und Helene Weigels. In dem denkmalgeschützten Brecht-Weigel-Haus ist seit 1977 ein Museum eingerichtet, das als Gedenkstätte für das Künstlerehepaar und Veranstaltungsort, beispielsweise für Lesungen, dient.

## Gewässerkunde und Ökologie
Das mesotrophe, geschichtete Gewässer wird von Grundwasser und dem Sophienfließ gespeist und entwässert über den Stobber zur Oder. Seine größte Tiefe erreicht 38 Meter und befindet sich rund 12 Meter unter dem Meeresspiegel. Der See liegt unterhalb des reliefstarken, von Kehlen durchzogenen Südhangs des Barnim am Westrand des Buckower Kessels, einer beckenartigen Erweiterung der weichselglazialen Buckower Rinne oder Löcknitz-Stobber-Rinne, die das Lebuser Land vom Barnimplateau trennt. Sein 6264 Hektar umfassendes Einzugsgebiet besteht zu rund zwei Dritteln aus Ackerflächen und zu rund einem Drittel aus Wald. Ausgewiesen als Natura 2000/FFH-Gebiet, hat der Schermützelsee große Bedeutung für den Natur- und Landschaftsschutz im Biotopverbund des Naturparks. Der Steckbrief des Bundesamtes für Naturschutz (BfN) hebt die ausgeprägten Trocken-Erosionstäler, Schlucht- und Hangwälder, Quellbereiche und Trockenrasen im Randbereich einer stark reliefierten Stauch-Endmoränenstaffel hervor. Unter den schützenswerten Fischen des Schermützelsees listet der FFH-Steckbrief den Bitterling und den Steinbeißer, beide nach der Roten Liste in Brandenburg stark gefährdet. Unter den Säugetieren stehen Biber und die vom Aussterben bedrohten Fischotter unter Schutz. Als Teilbereich des Europäischen Vogelschutzgebietes (SPA) Märkische Schweiz zur Erhaltung der wildlebenden Vogelarten nach der EU-Richtlinie, das mit 17.968 Hektar den größten Teil des 20.500 Hektar umfassenden Naturparks einnimmt, ist das Gewässer zudem Lebensraum vieler bestandsgefährdeter Vogelarten.

## Zugehörigkeit und Verkehrsanbindung
Die gesamte Seefläche gehört zur amtsangehörigen Landstadt Buckow, einem Kneippkurort mit rund 1600 Einwohnern im Zentrum der Märkischen Schweiz. Der Stadtkern zieht sich am Ostufer des Schermützelsees entlang. Auch die Uferbereiche befinden sich überwiegend auf Buckower Gebiet. Rund die Hälfte des Nordwestufers und ein Teil des Nordostufers – insgesamt ungefähr von der Grenzkehle bis zur Mündung des Sophienfließes rund 200 Meter nördlich des Strandbads Buckow – liegt allerdings auf der Gemarkung Bollersdorfs, einem Ortsteil der Gemeinde Oberbarnim.
Am Nordostufer und am Strandbad führt die Kreisstraße 6413 vorbei, die Buckow nach Norden zwischen Bollersdorf und Pritzhagen an die Landesstraße 34 und nach Südwesten an die Bundesstraße 168 bei Waldsieversdorf anbindet. Im Öffentlichen Personennahverkehr ist der See über eine Buslinie der Busverkehr Märkisch-Oderland (BMO) mit einer Haltestelle am Strandbad zu erreichen; die Linie führt vom S-Bahnhof Strausberg (Bahnhof der Linie S5 des Berliner S-Bahnnetzes) über Buckow zum Bahnhof Müncheberg. Die gleiche Haltestelle steuert an den beiden Wochenend- und an Feiertagen die Ausflugslinie Märkische Schweiz A930 an, die, ebenfalls vom S-Bahnhof Strausberg, über Buckow, Pritzhagen, Altfriedland und Neuhardenberg den Bahnhof Seelow-Gusow der Ostbahn Berlin–Kostrzyn anfährt. Rund 800 Meter östlich der Südspitze des Sees liegt zudem der Bahnhof Buckow der Buckower Kleinbahn, die als Zweigstrecke der Ostbahn zum Bahnhof Müncheberg (separater Bahnhofsteil) noch heute als Museumsbahn betrieben wird.

## Nutzung, Wege und Bebauung
Mit seinem Strandbad, der Ausflugsschifffahrt, dem Wassersport, den Wanderwegen in teils schluchtenreichen Wäldern und dem Brecht-Weigel-Haus sowie weiteren Gründerzeitvillen auf dem Rundweg über dem Ostufer ist der Schermützelsee ein zentraler Bestandteil der kurörtlichen Infrastruktur und des Naturparktourismus, des Kulturtourismus und der Freizeitangebote in Buckow.

### Strandbad Buckow
Das Strandbad Buckow am Nordostufer des Sees wurde 1911 errichtet. Die sogenannte Fuhrmann-Chronik aus dem Jahr 1928 berichtet:

„Und nun kam die dritte Schwierigkeit, die Herrichtung des Platzes. Seit Jahren war der letztere zur Abladung von Müll und Schutt benutzt. Aber hier schuf man bald einen neuen Boden durch Sand, der in unmittelbarer Nähe in übergroßen Mengen vorhanden war. Der überaus starke Rohrwuchs wurde auch beseitigt, und nun bot das Freibad, neben dem Wannseebade bei Berlin, das erste in der ganzen Provinz Brandenburg einen Anblick, um das Buckow so manches Ostsee-Bad beneiden kann. Nur eins stört heute noch, daß man nach der Bestimmung der Regierung die ganze Straßenseite durch einen unschönen Bretterzaun abschließen mußte.“

Der unschöne Bretterzaun ist lange abgebaut und heute liegt das Bad offen am See. Sein markanter, insgesamt hölzerner und nicht mehr betriebssicherer Sprungturm wurde 2010 ersetzt. Zur Gewährleistung der Standsicherheit wurde dabei die Gründungskonstruktion in feuerverzinktem Stahl ausgeführt. Um den Seebad-Charme des alten Turms zu bewahren, wurde der im Aufbau gleichfalls hölzerne Neubau eng an das historische Vorbild aus den 1920er-Jahren angelehnt. Aus statischen Gründen musste zudem der Zugangssteg zum Sprungturm erneuert werden. Finanziert wurde die Maßnahme aus Mitteln des Europäischen Landwirtschaftsfonds für die Entwicklung des ländlichen Raums, des Bundes und des Landes Brandenburg. Das öffentliche Freibad verfügt ferner über: rund 120 Meter langen Sandstrand, Liegewiese, Spielplatz, Strandcafé und einen Ruderboot- sowie Tretbootverleih. Rettungsschwimmer sind vor Ort und an sanitären Einrichtungen gibt es Toiletten und beheizbare Umkleidekabinen. Gleich neben dem Bad befindet sich eine Anlegestelle für die Fahrgastschiffe.

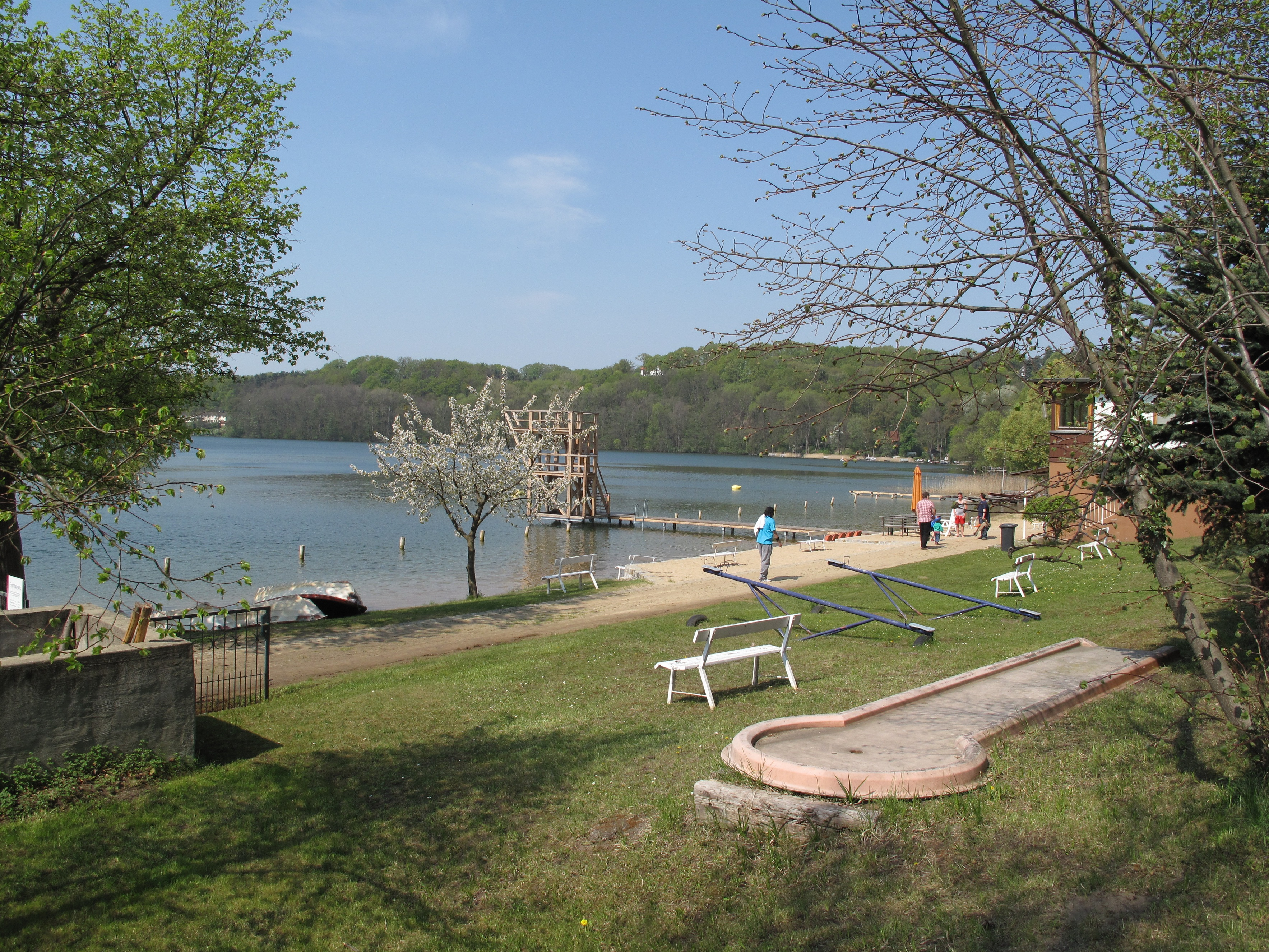
Strandbad Buckow im April 2011
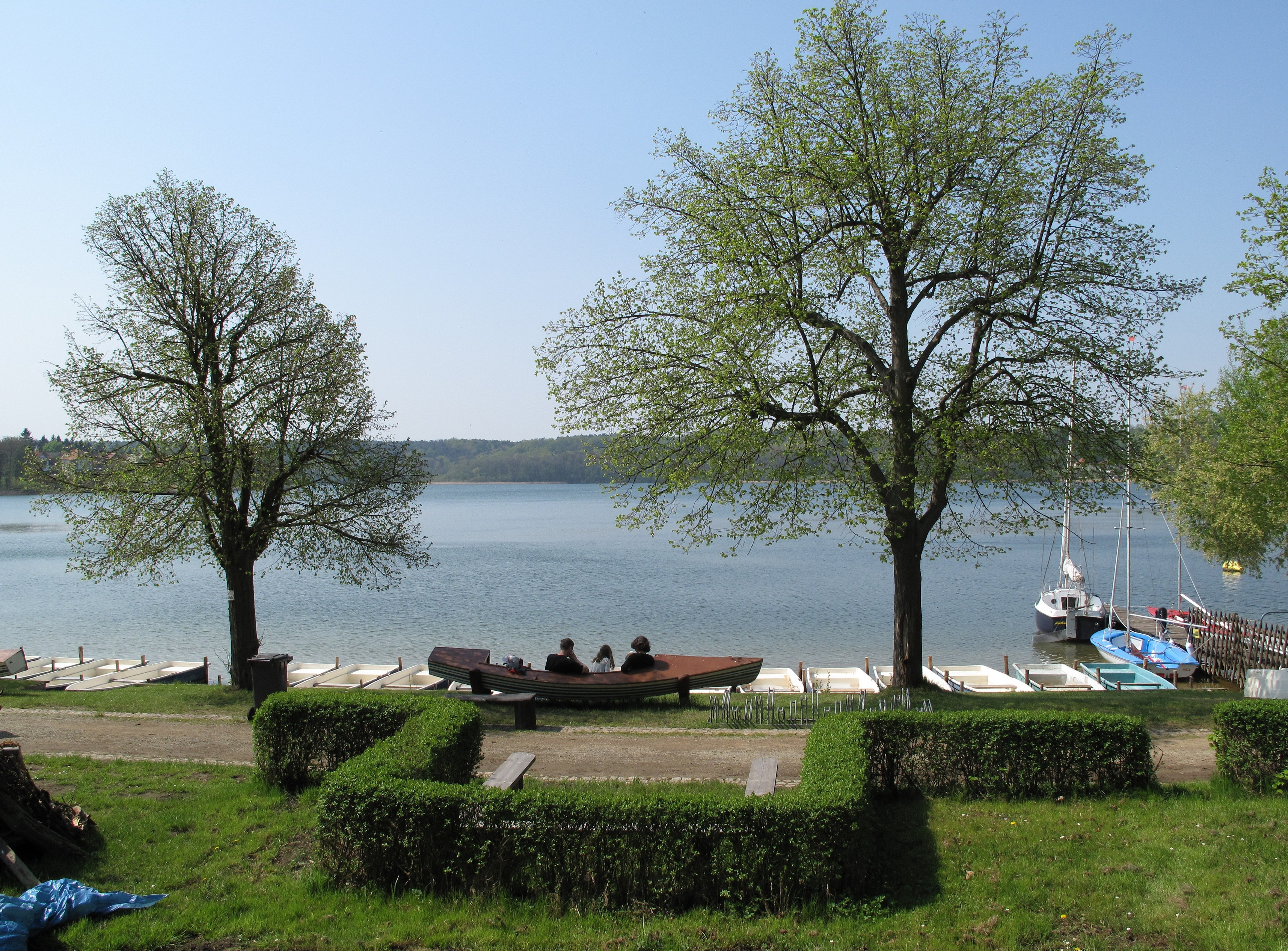
Bootsverleih am Strandbad
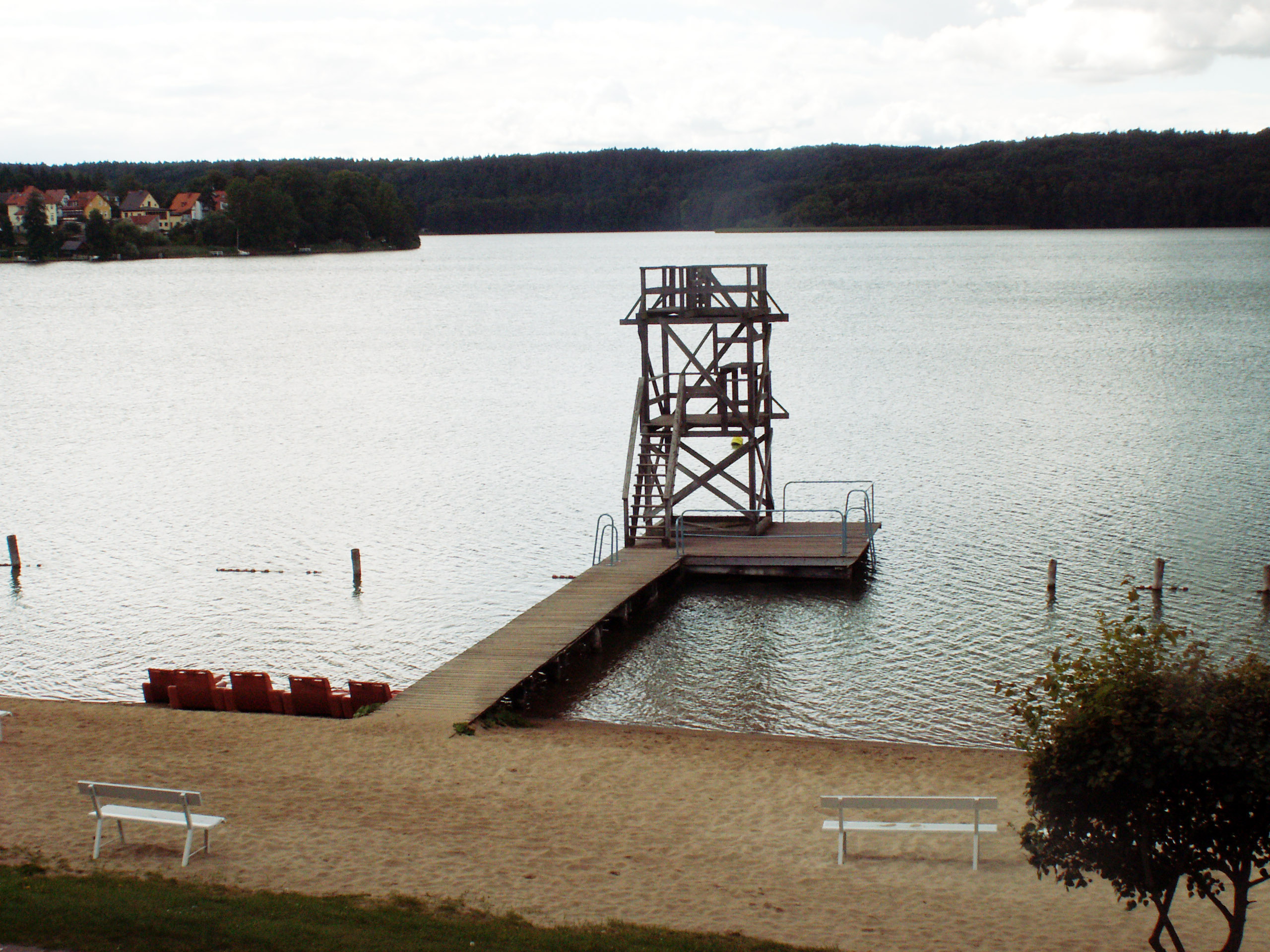
Der historische Sprungturm im Jahr 2007
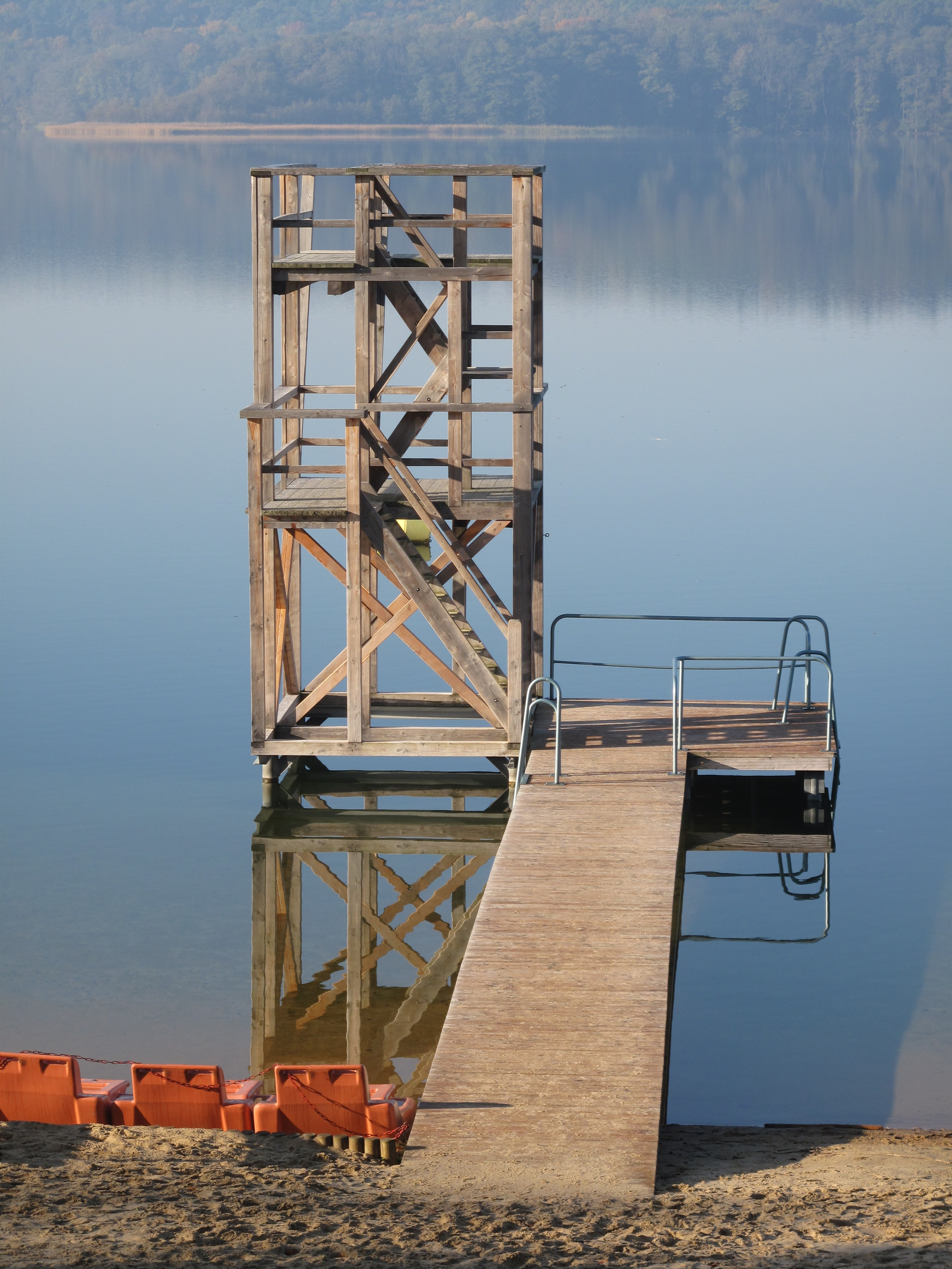
Die Neukonstruktion im Jahr 2012
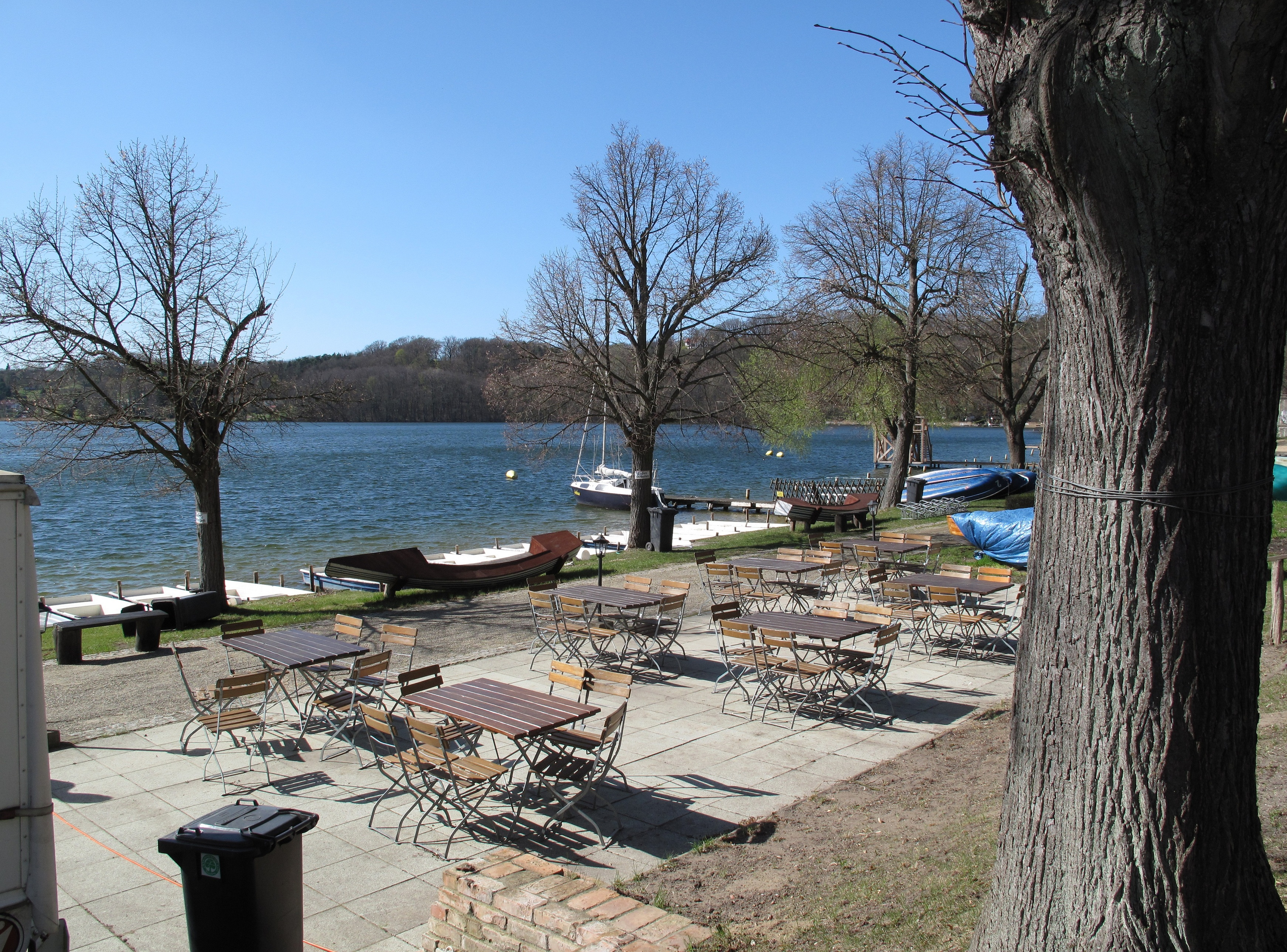
Gastronomie
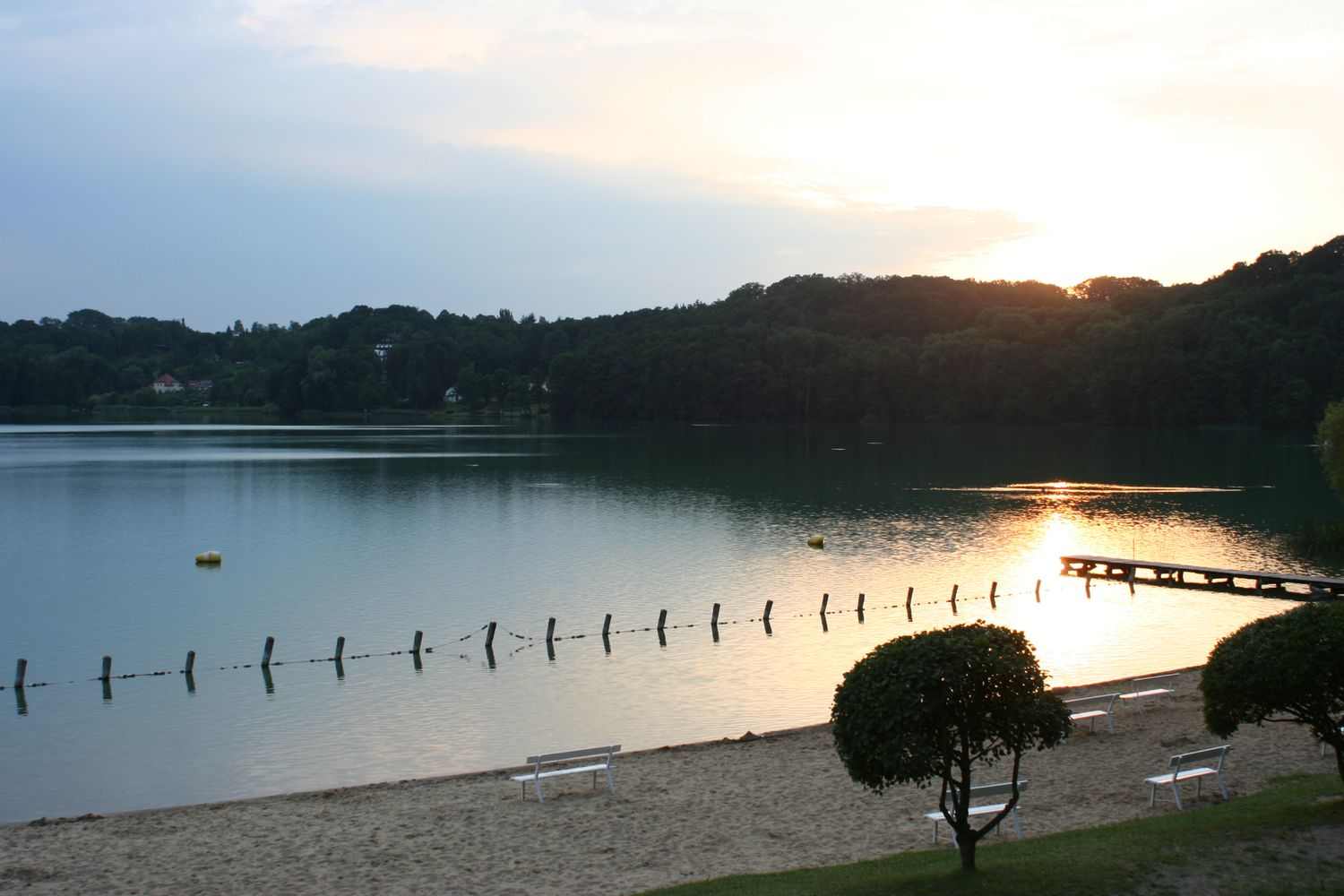
Strand in der Dämmerung

### Ausflugsschifffahrt und Wassersport
Über die Hauptanlegestelle am Strandbad hinaus gibt es am Restaurant Fischerkehle und bei Buchenfried am Südwestufer weitere Anlegestege, die von den Fahrgastschiffen seit einigen Jahren (Stand 2013) allerdings nicht mehr angefahren werden. Die Ausflugsschiffe bieten ab Anleger Strandbad rund einstündige Rundfahrten und Sonderfahrten wie Mondscheinfahrten oder Räucherfahrten sowie die Möglichkeit zur kompletten Charterung für Gruppen an.

#### FahrgastschiffScherri

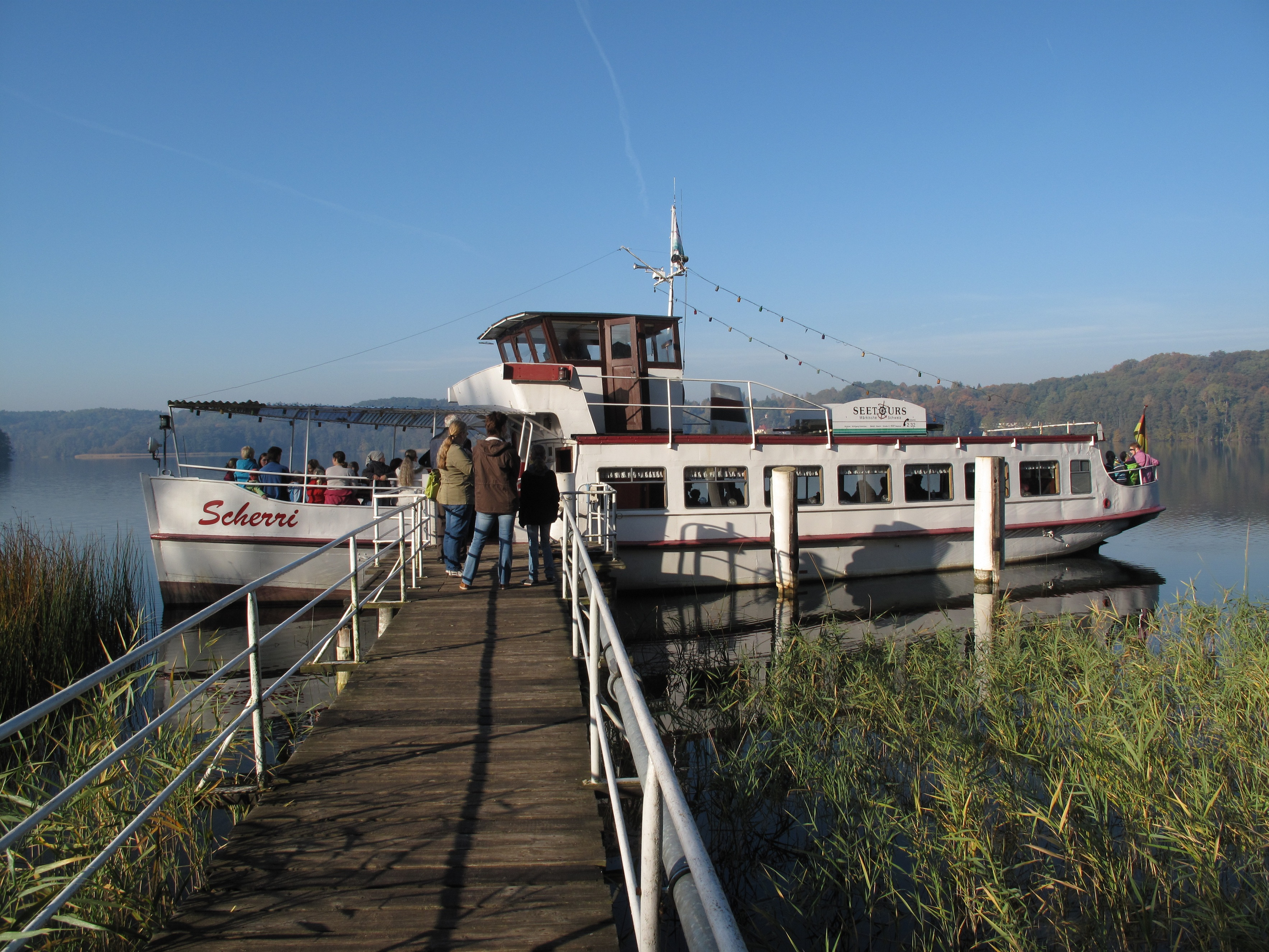
Die Scherri an der Anlegestelle Strandbad

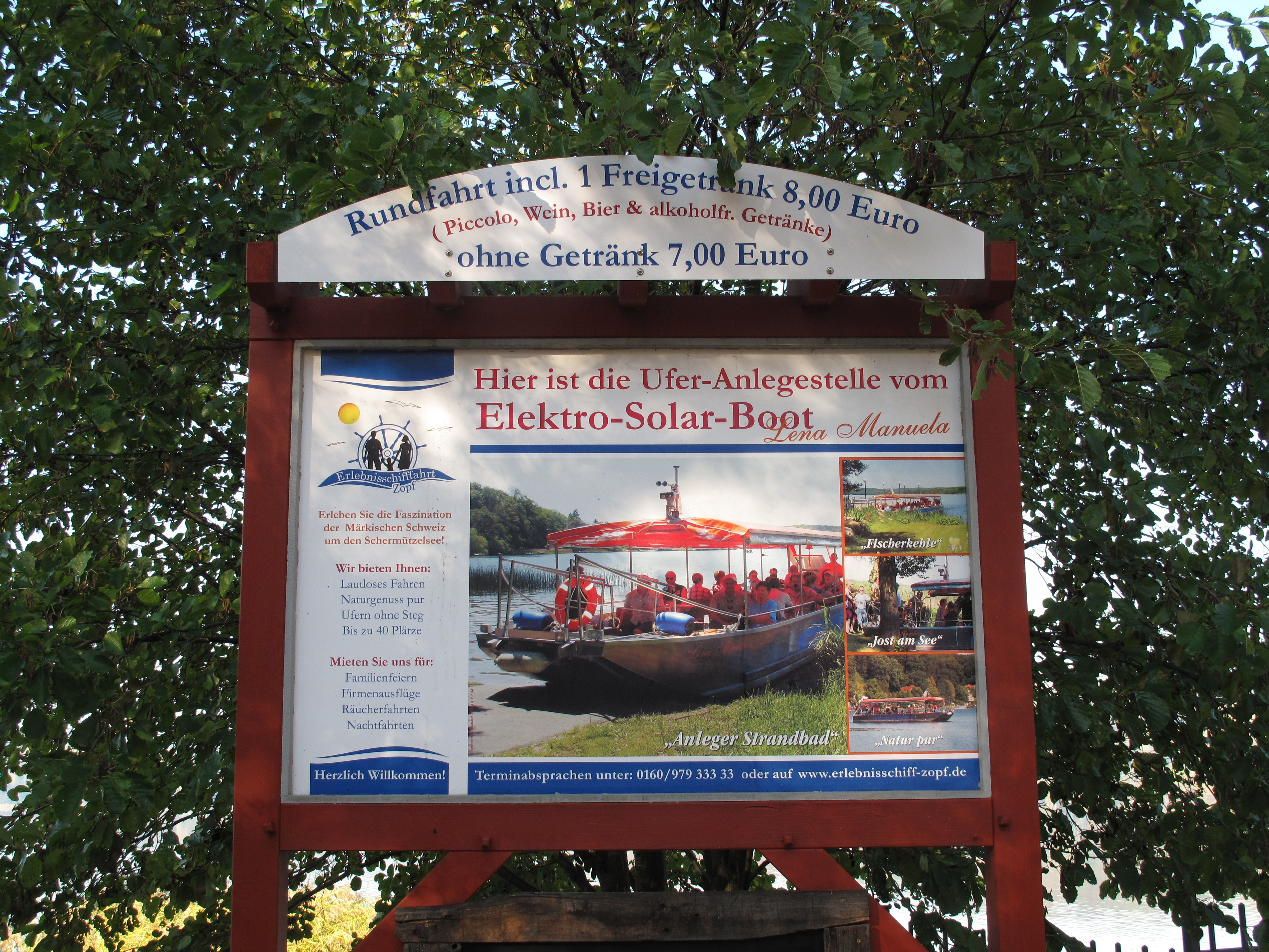
Informationstafel zum Solarboot Lena Manuela

Vor der Deutschen Wiedervereinigung fuhr die Sarja, ein Schiff sowjetischer Bauart, auf dem See. Als Verhandlungen über eine Weiternutzung scheiterten, ließ der Eigentümer, der VEB Kraftverkehr Fürstenwalde, die Sarja 1990 abtransportieren. Sie wurde 1992 durch das Motorschiff Scherri einer privaten Buckower Eigentümerfamilie ersetzt, das von April bis Oktober zwischen 10 und 17 Uhr stündlich ab Strandbad verkehrt.
Das Schiff lief 1879 in der Hamburger Reiherstiegwerft als sogenannter Alsterdampfer unter dem Namen Reiher mit einer Zulassung für 150 Personen vom Stapel. Ursprünglich von einer 50 PS starken Dampfmaschine angetrieben, befuhr der später zu einem Glattdecker umgebaute Dampfer unter ständig wechselnden Namen (Saterland, Rhea, Harvestehude, Gothmund, Roland) nach seiner Alsterzeit die norddeutschen und niedersächsischen Gewässer Trave, Hamme, Weser, Hunte, Jümme, Leda und Ems. 1949 erhielt er einen 100 PS starken Dieselmotor. 1990 kaufte der heutige Schiffsführer das stark angeschlagene Schiff, das nach einer aufwändigen Totalüberholung 1992 auf dem Schermützelsee als Scherri in See stach. Das Fahrgastschiff der „Seetours Märkische Schweiz“ bietet Platz für 60 Gäste, ist 20,95 Meter lang, 4,38 Meter breit und hat eine Tragfähigkeit von rund 35 Tonnen.

#### Weitere Schiffe und Segelsport
Neben der Scherri verkehren zwei kleinere Fahrgastschiffe auf dem See:
- Barkasse Seeadler. 17 Plätze (15 unter Deck, 2 Freideck achtern). Baujahr unbekannt, 1982 rekonstruiert. Dieselmotor mit 25 PS. 9,80 Meter lang, 2,57 Meter breit. Fahrzeiten auf Anfrage[11]
- Solarboot Lena Manuela (seit 2008). 40 Plätze. Das erste Elektro-Solarboot auf dem Schermützelsee kann aufgrund des geringen Tiefgangs (25 cm bei Vollbesetzung) dicht an das Ufer fahren. 13 Meter lang, 3 Meter breit.[14]

Abgesehen vom Rettungsboot der Wasserwacht sind weitere Motorboote auf dem See aus naturschutzrechtlichen Gründen nicht erlaubt. Um die Uferzonen nicht zu beschädigen, legt die Boots- und Stegordnung aus den gleichen Gründen einen Abstand von mindestens zehn Metern fest. Seit den 2010er-Jahren kann ein Kuttersegler (originaler Marinekutter K6) mit oder ohne Skipper gechartert werden. Im Segelsport organisiert der „Buckower Segelclub“ seit 2006 regelmäßig Yardstick-Regatten für Jollen, die unter dem Känguru-Verfahren gestartet werden. Im Juni 2012 segelten beispielsweise zwölf Boote um den Rosenpokal, der von der Königin der mehrtägigen Buckower Rosentage überreicht wurde. Im August folgte ein Kampf von neun Booten um den Wanderpokal des Buckower Anglervereins. Daneben werden Frühjahrsregatten sowie Regatten zum Fischerfest und zum Sommerabschluss durchgeführt. Weitere Segelclubs oder Wassersportvereine haben sich am Schermützelsee bislang (Stand 2012) nicht gebildet.

### Rundweg und Panoramaweg

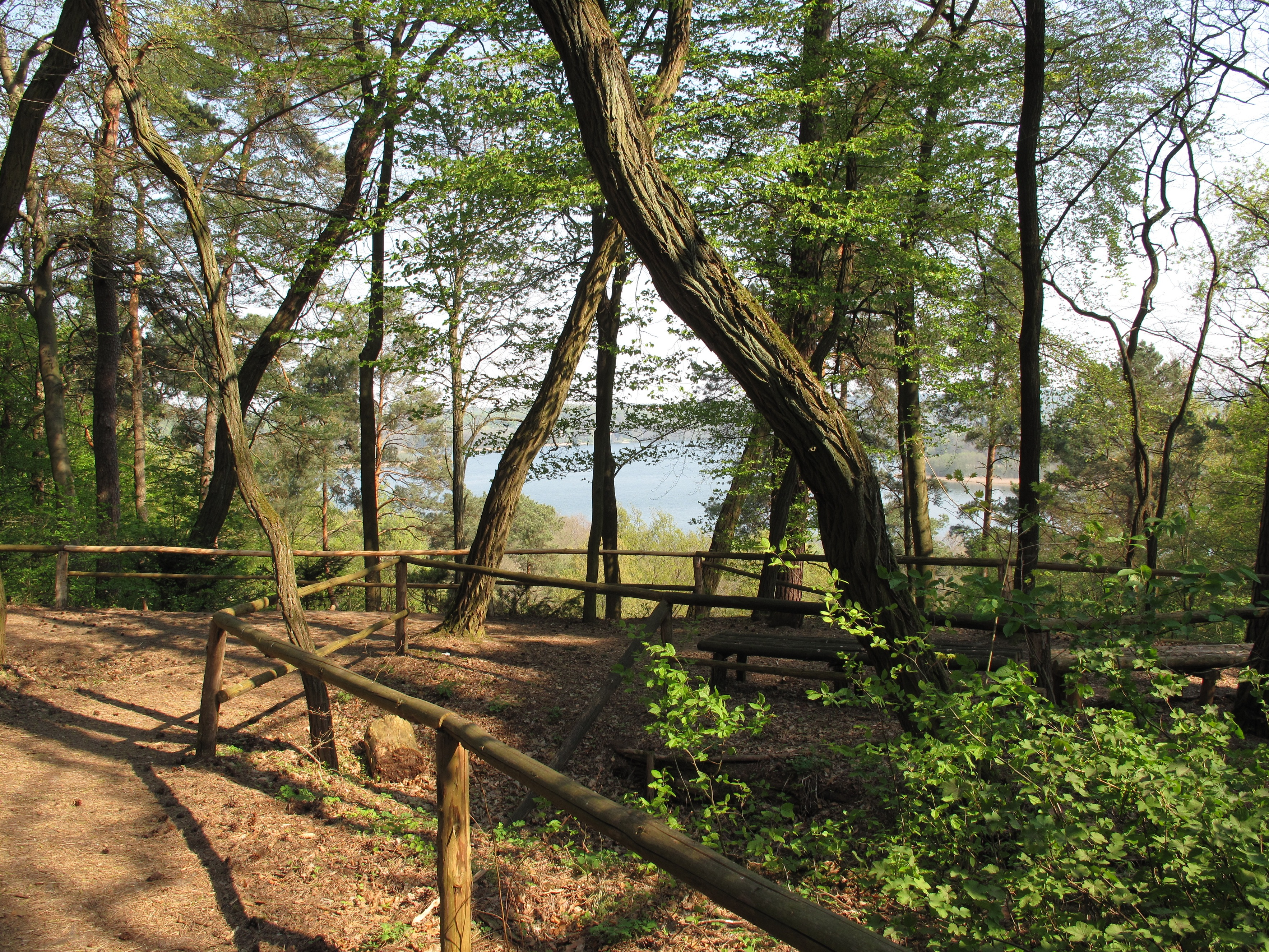
Blick vom Panoramaweg auf den See

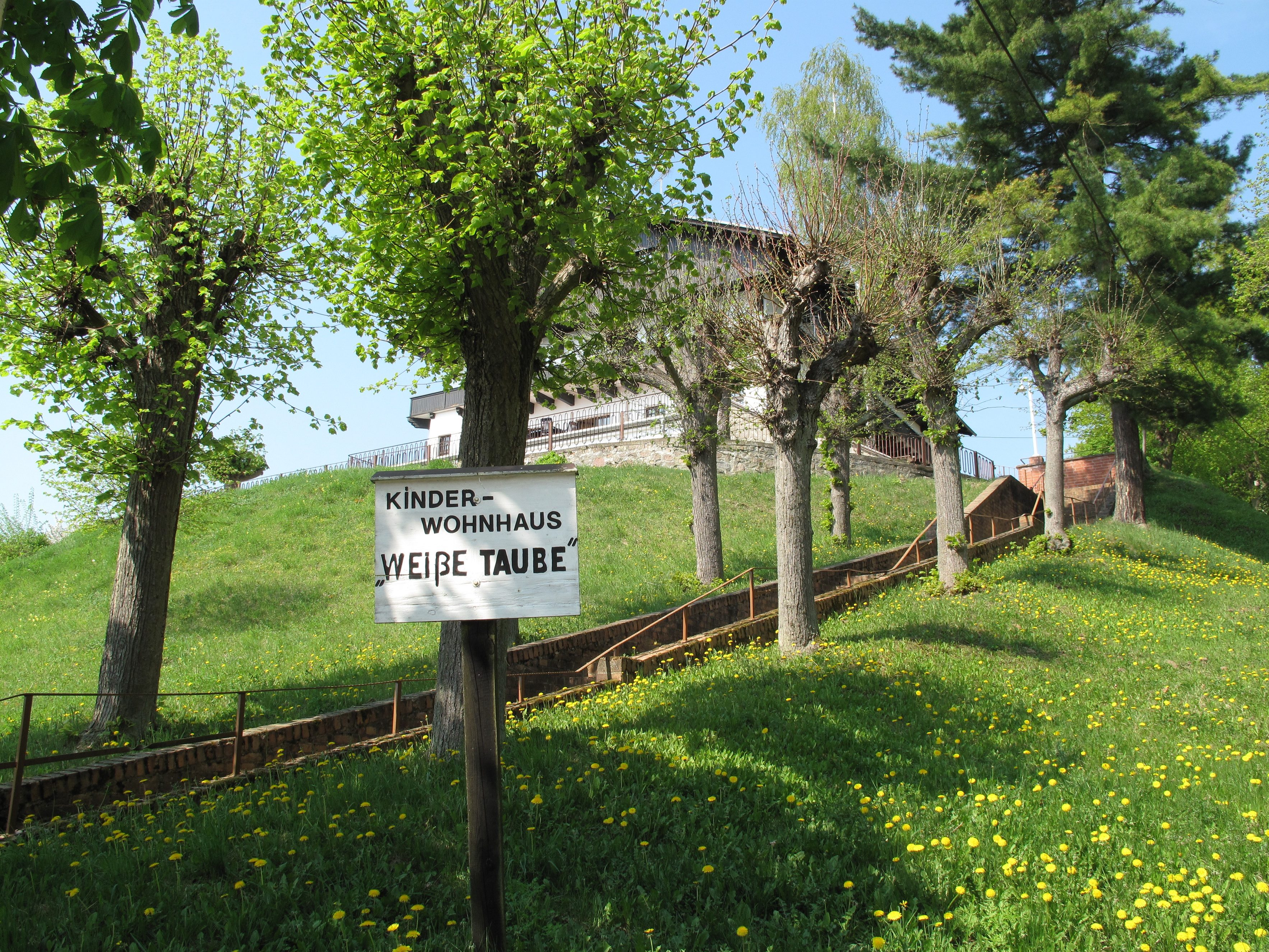
Kinderwohnhaus „Weiße Taube“ am Bollersdorfer Ufer

Egon Erwin Kisch-Stein in Bollersdorf

Um den Schermützelsee führt ein rund 7,5 Kilometer langer Wanderweg, der mit einem grünen Punkt gekennzeichnet ist. Einen Teil des Rundwegs bildet der Panoramaweg. Er verläuft im Barnimhang über dem Süd- und Südwestufer des Sees von der Südspitze des Sees bei Buckow bis zur Grenzkehle. Durch ausgedehnte Wälder windet sich der teils enge Pfad über Buchenfried durch mehrere Kehlen (Fischerkehle, Buchenkehle, Grenzkehle), die Erosionsschluchten der Märkischen Schweiz. Dieser Teil des Rundwegs bietet mehrere Panoramablicke über den See und ist mit Informationstafeln und zahlreichen Sitzgelegenheiten ausgestattet. Sein niedrigster Punkt liegt auf einer Höhe von 28, sein höchster Punkt bei 76 Metern; insgesamt sind je 237 Meter Auf- und Abstiege zu bewältigen. Nach dem Abstieg vom Panoramaweg passiert der Rundweg, bereits auf dem Gebiet Bollersdorfs, die Schlucht Langer Grund und mehrere Verlandungs- und Quellmoore.
Im weiteren Verlauf berührt er das Kinderwohnhaus „Weiße Taube“ und das Hotel „Johst am See“, die ehemalige „Kleine weiße Taube“. Hier gastierte 1927 „der rasende Reporter“ Egon Erwin Kisch. An seine täglichen Spaziergänge am Schermützelsee erinnert ein Gedenkstein (Findling) in Bollersdorf. Der nun als Teilabschnitt Egon-Erwin-Kisch-Weg genannte Rundweg lässt die Schwarze Kehle, in der seit 1851 Braunkohle gefördert wurde, oberhalb liegen. Hier führt ein Abstecher zur Bollersdorfer Höhe. Allerdings ist das Plateau inzwischen weitgehend zugebaut beziehungsweise öffentlich unzugänglich, sodass sich von der Höhe nicht mehr der vielfach – unter anderem 1863 von Fontane – beschriebene Blick über den See bietet. Anschließend umrundet der Weg, hier Teil der Oberbarnimer Feldsteinroute, die Nordspitze des Sees. Vorbei an den stillgelegten Ferienhäusern „Theodor Fontane“ und „Haus Tirol“ erreicht er, wieder auf Buckower Gebiet, das Strandbad.

### Villen am Ostufer und Brecht-Weigel-Haus
Einen weiteren Abschnitt des Seerundwegs bildet der Buckower Straßenzug Ringstraße/Bertolt-Brecht-Straße mit zahlreichen Villen aus der Gründerzeit, die in dem hügeligen Gelände zum Teil hoch über dem Ostufer und als Baudenkmal unter Schutz stehen. Dazu gehört das Brecht-Weigel-Haus, das seit 1977 als Museum und Gedenkstätte für das Künstlerehepaar dient. In dem Sommerwohnsitz arbeiteten Bertolt Brecht und Helene Weigel seit 1952, Helene Weigel auch nach dem Tod Brechts 1956 bis zu ihrem Tod 1971. Hier schrieb Brecht im Juli/August 1953 den Gedichtzyklus Buckower Elegien, in dem er, wie im Gedicht Die Lösung (Wäre es da Nicht doch einfacher, die Regierung Löste das Volk auf und Wählte ein anderes?), in der poetischen Reflexion der Ereignisse des 17. Juni 1953 gegenüber der DDR-Regierung eine deutlich distanzierte Haltung einnahm. Mit seinen Ausstellungen und Veranstaltungen wie dem jährlichen Literatursommer mit Lesungen, Liedernachmittagen, Konzerten, Gesprächsrunden und Filmen wurde das Haus von der Initiative Deutschland – Land der Ideen als „Ausgewählter Ort 2006“ präsentiert.
Das Anwesen und das Gebäudeensemble erhielt sein heutiges Gesicht weitgehend nach 1910, als der Bildhauer Georg Roch aus Berlin-Schöneberg die Liegenschaft kaufte. Nach Plänen von Bruno Möhring ließ er das Atelierhaus bauen, ein giebelständiger Putzbau mit Mansardgiebeldach und Elementen des sogenannten Heimatstils. Plastiken Rochs zieren das Anwesen, das direkt am Wasser liegt, noch heute. Als architektonisches Kleinod stehen nicht nur die Gebäude unter Denkmalschutz, sondern auch die seeseitigen Einrichtungen wie Seebalustrade, Boots- und Badesteg. Im Einzelnen führt die Denkmalliste an: Sommerwohnsitz von Bertolt Brecht und Helene Weigel, bestehend aus Atelierhaus, Chauffeur- und Gärtnerhaus mit Seitenflügel und Veranda, Pavillon über Eiskeller und Garagen, Bootshaus, Wasserturm sowie parkartiger Gartenanlage mit Seebalustrade, Brücke, Boots- und Badesteg, Gartenskulpturen, Blumengarten und straßenseitiger Grundstückseinfriedung. Das Gartenhaus bewohnte bis zu ihrem Tod 2015 die Tochter Brechts/Weigels Barbara Brecht-Schall.

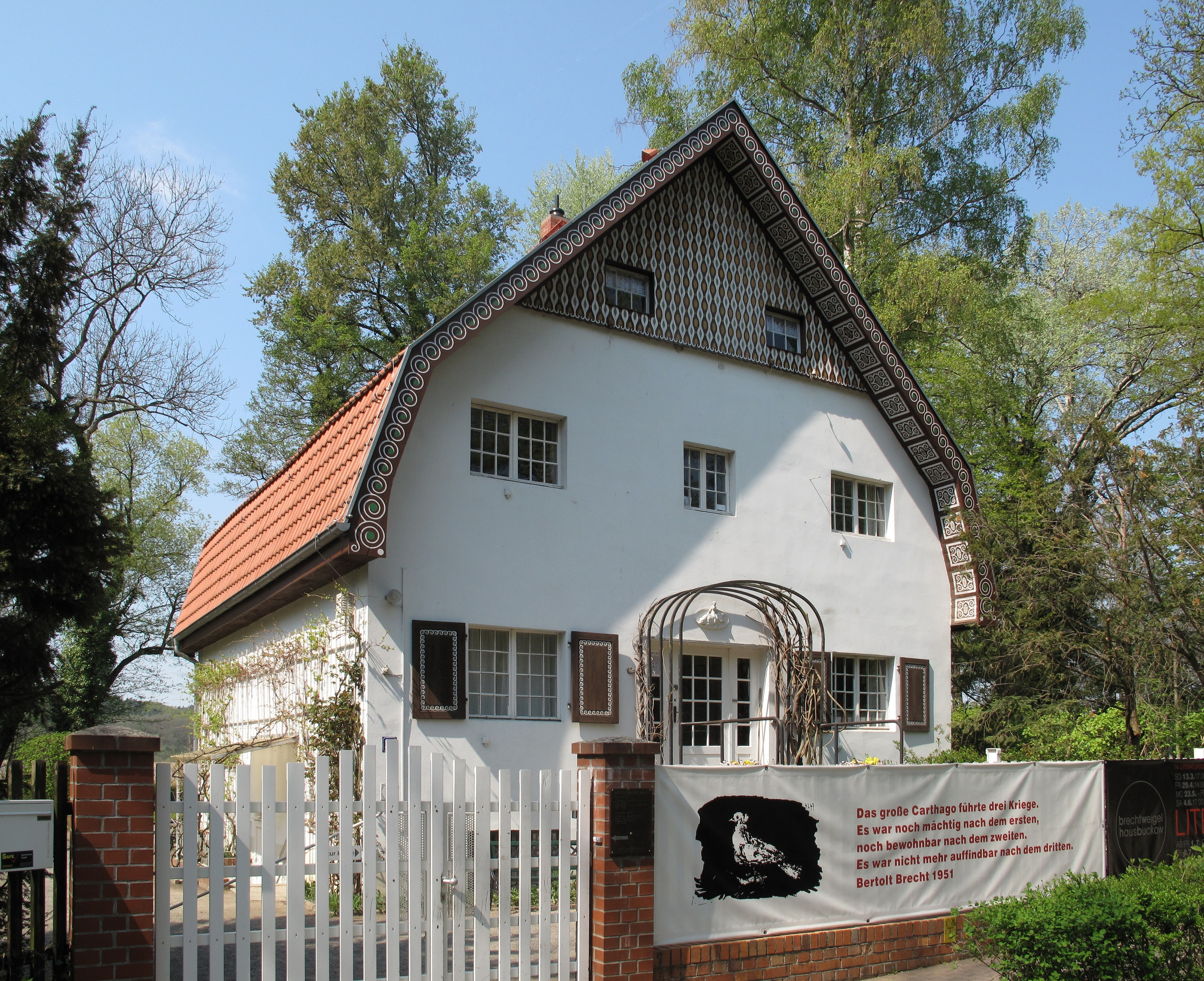
Brecht-Weigel-Haus
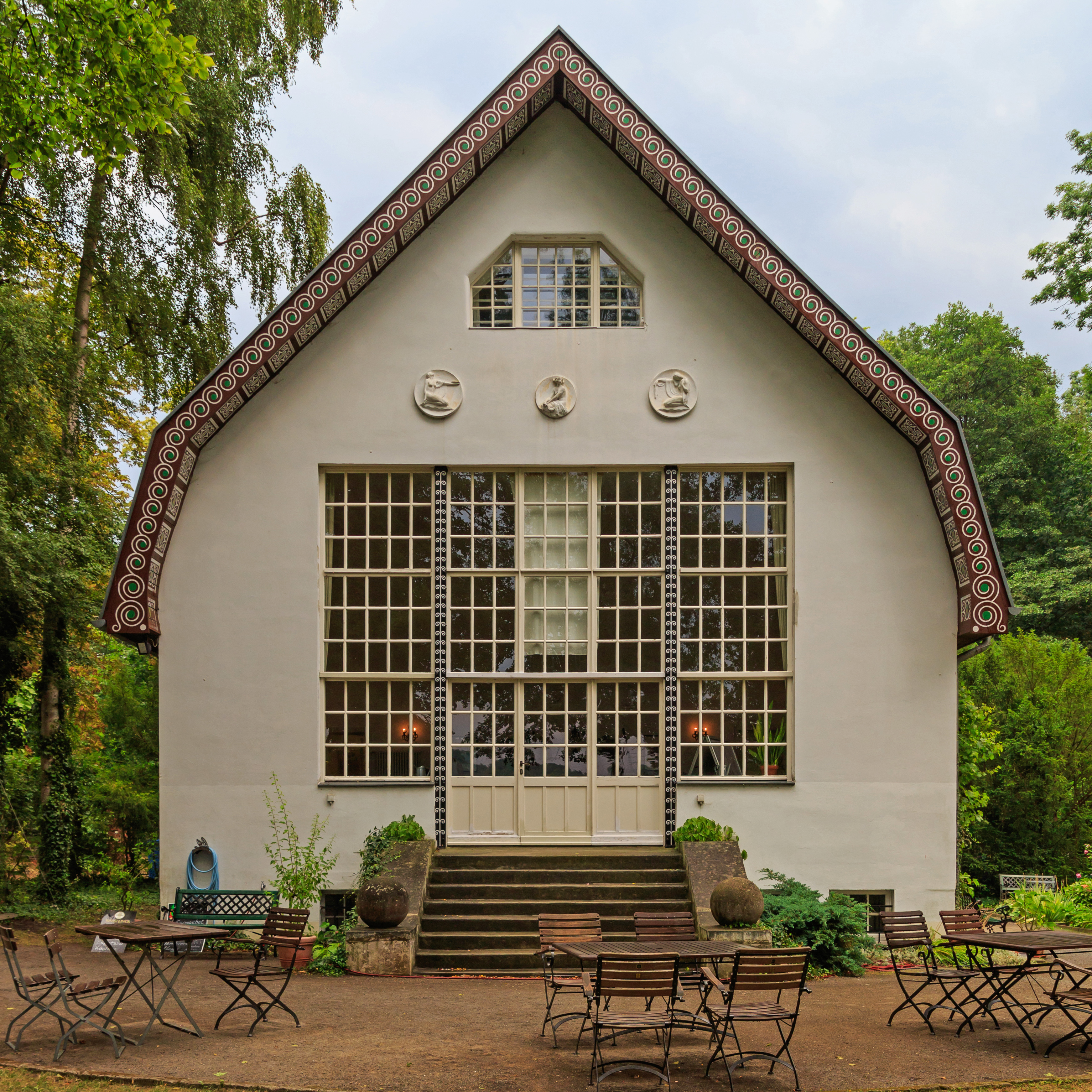
Brecht-Weigel-Haus
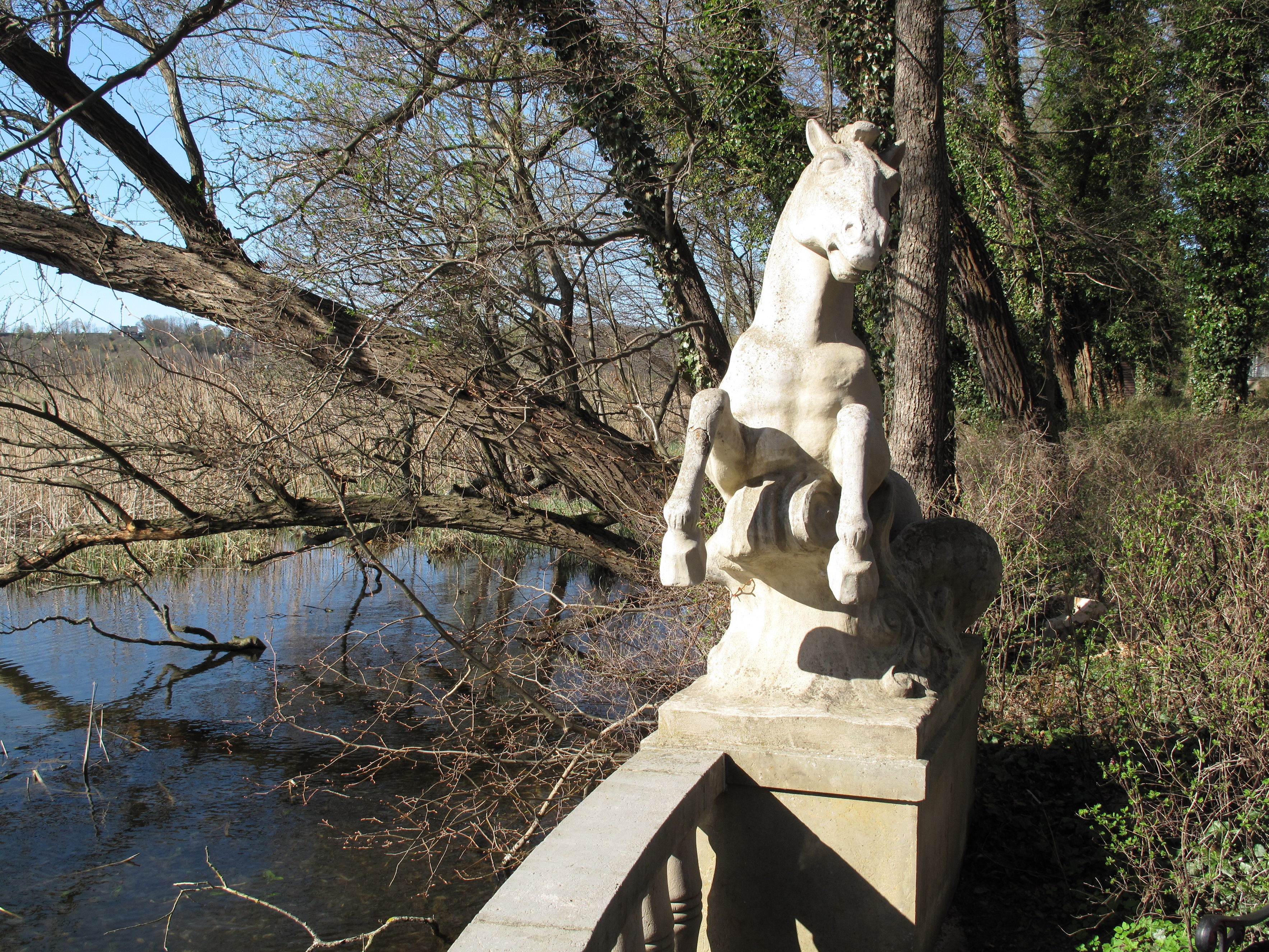
Seebalustrade des Brecht-Weigel-Hauses
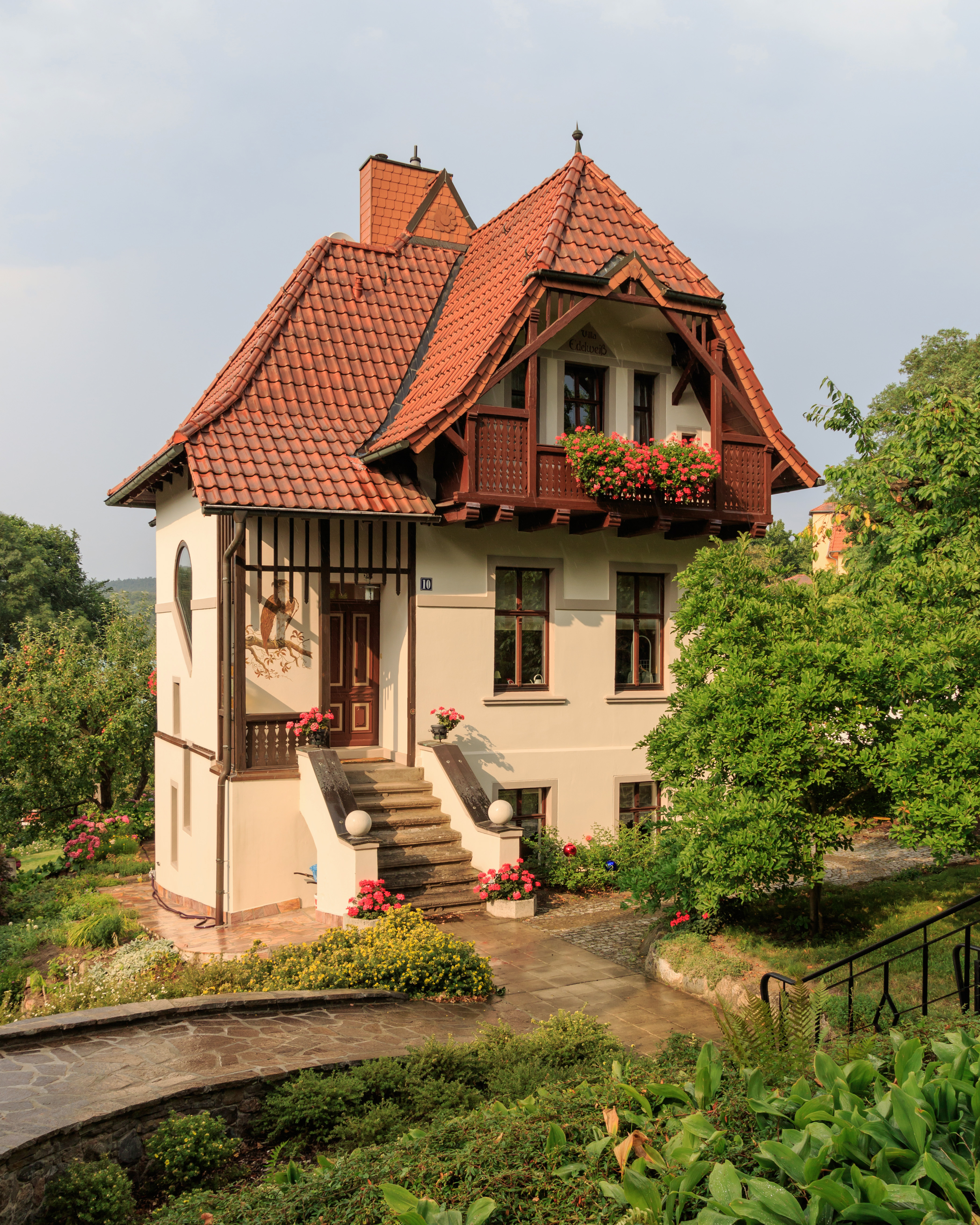
Villa in der Bertolt-Brecht-Straße über dem Ostufer
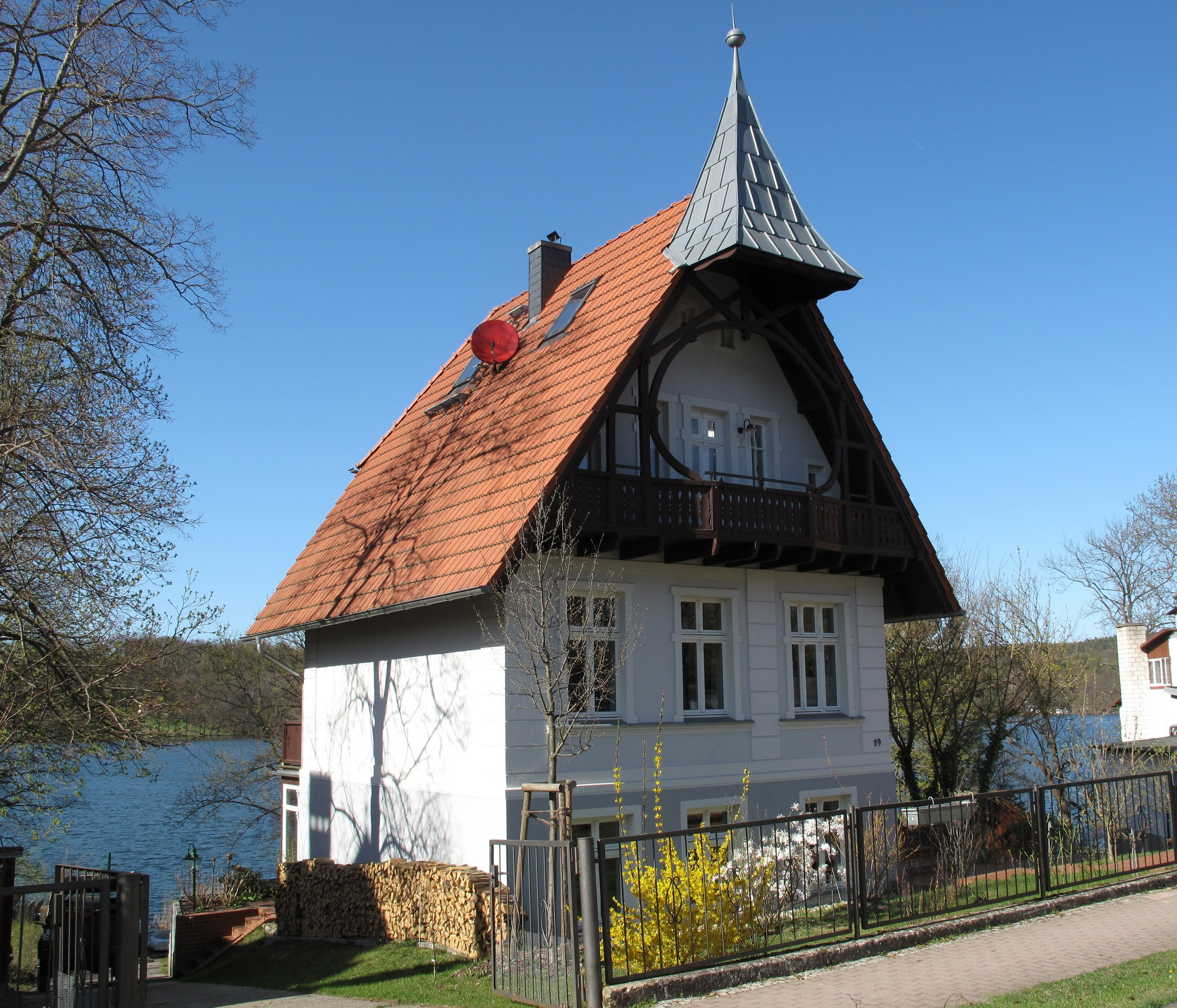
dto.
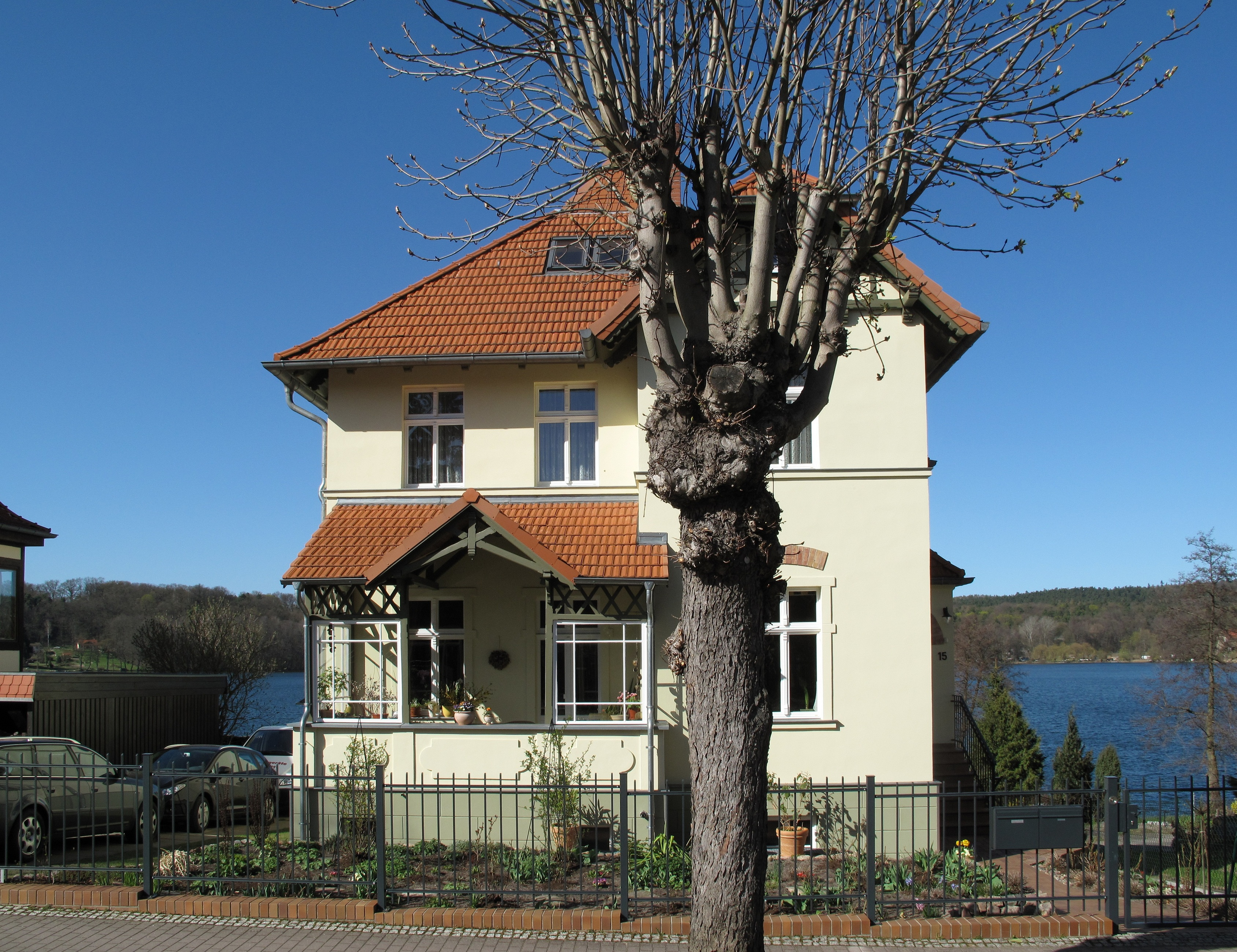
dto.

## Geomorphologie, Glazialmorphologie und Klima

### Buckower Kessel, Buckower Rinne und Barnimhang
Der Schermützelsee liegt unterhalb des Barnimsüdhangs am Westrand des Buckower Kessels, einer beckenartigen Erweiterung des Naturschutzgebietes Stobbertal. Das Tal ist Teil einer glazialen Schmelzwasserrinne, die sich in den letzten beiden Phasen der Weichsel-Eiszeit zwischen dem von Toteis gefüllten Oderbruch und dem Berliner Urstromtal (heutiges Spreetal) herausgebildet hat und die Barnimplatte von der Lebuser Platte trennt. Diese rund 30 Kilometer lange und zwei bis sechs Kilometer breite Buckower Rinne (auch: Löcknitz-Stobber-Rinne) entwässert vom Niedermoor- und Quellgebiet Rotes Luch über den Stobber nach Nordosten zur Oder und über Stobberbach/Löcknitz nach Südwesten zur Spree. Der Urstobber floss vor der Bildung der Nordsee-Ostsee-Wasserscheide Rotes Luch vom Mohriner Sander der Pommerschen Eisrandlage nach Südwesten über das Oderbruch zum Berliner Urstromtal. In der Folge bildete sich vom Oderbruch eine gegenläufige Anzapfungsklinge. Die ursprüngliche Kastentalgestalt und Fließrichtung der Buckower Rinne ist nur noch von der Buckower Pforte, dem Wasserscheidenbereich im Quellgebiet Rotes Luch, nach Südwesten im kurzen Stobberbach erhalten.

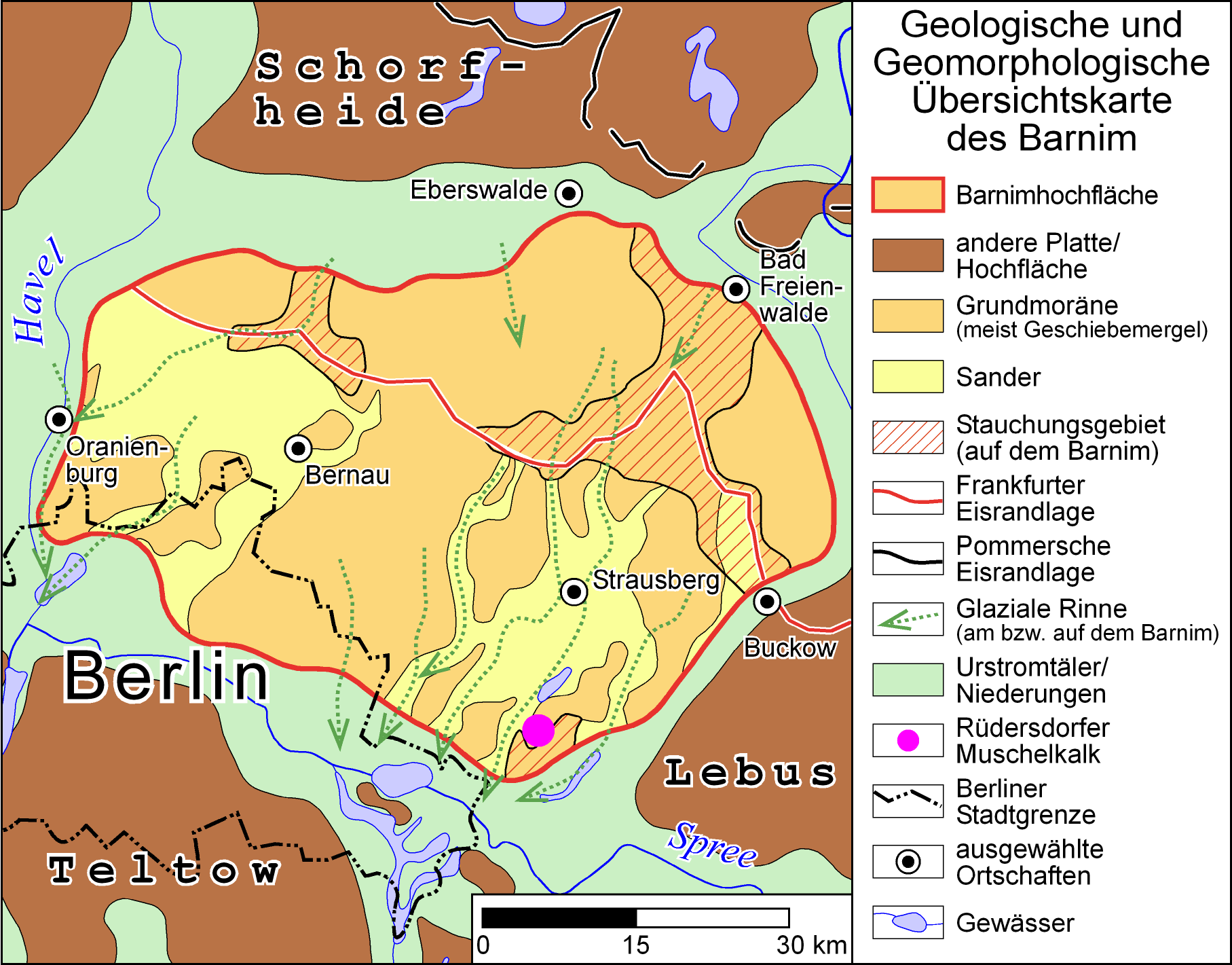
Die Lage Buckows in der Löcknitz-Stobber-Rinne zwischen dem Barnim und der Lebuser Platte

Während der Rand der Lebuser Hochfläche mäßig steil zum Buckower Kessel abfällt, ist der Barnimhang für nordostdeutsche Flachlandverhältnisse in diesem Bereich reliefstark ausgebildet. Er gehört zu einer Stauchungszone, die während der saalezeitlichen Eisvorstöße durch eine zum Teil kräftige Stauchung (Störung) der älteren Sedimente im Untergrund des Barnim zwischen den auch heute noch besonders hoch gelegenen Freienwalder Höhen (auch als Wriezener Höhe bezeichnet) und dem Buckower Kessel entstand. Neben älteren eiszeitlichen Ablagerungen wurde großflächig Material aus dem Tertiär in die Stauchmoränen eingepresst. Unter dem Geschiebelehm der Barnimoberfläche treten am Westufer des Schermützelsees geschichtete untere Diluvialsande hervor, die tertiäre Schichten überlagern: Septarienton, Stettiner Sande, Glimmersande und Braunkohle mit zwischenliegenden Quarz- und Formsanden. Insbesondere zum Schermützelsee erfolgt der Abfall der Hochfläche in einem steil abgeböschten Rand, in den sich die landschaftstypischen Kehlen eingeschnitten haben. Das Gefälle vom rund 1,5 Kilometer nordöstlich liegenden Krugberg – mit 129 Metern die höchste Erhebung der Märkischen Schweiz – zur Seeoberfläche beträgt rund 103 und zum tiefsten Punkt des Sees rund 141 Meter; dieser tiefste Grund des Sees liegt rund 12 Meter unter dem Meeresspiegel.

### Entstehung des Schermützelsees
Nach den gängigen Darstellungen hinterließen die Zerrungen und Spannungen der letzten Vereisung und die abtauenden Gletscher im Untergrund des Buckower Beckens zahlreiche kleinere Einbrüche. Die tiefer gelegenen Becken füllten sich mit allmählich emporsteigendem Grundwasser und bildeten mehrere Seen, darunter den Schermützelsee. Östlich befinden sich einige kleinere Seen wie der Griepensee am Buckower Schlosspark und der Buckowsee am Stadtkern, die beide vom Stobber durchflossen werden, sowie der Weiße See, den lediglich ein schmaler, sumpfiger Landstreifen vom Südostufer des Schermützelsees trennt. Andere Darstellungen führen die Bildung des Schermützelsees und weiterer Seen der Buckower Rinne auf das Auftauen von Toteisblöcken zurück. Nach dem Abtauen seien in den vom Gletschereis abgetrennten und verschütteten Blöcken Hohlräume entstanden, die sich nach ihrem Einsturz mit Wasser gefüllt hätten. Auch eine gewässerökologische Untersuchung der Technischen Universität Cottbus, Lehrstuhl für Gewässerschutz, aus dem Jahr 2003 stufte den Schermützelsee als Toteiskesselsee (Toteisaustauhohlform) ein.
Friedrich Solger, in den 1920er-Jahren Professor für Geologie an der Berliner Friedrich-Wilhelms-Universität und der Archäologe und Buckower Heimatforscher Max Krügel kamen nach Analysen der zwischeneiszeitlichen Ablagerungen hingegen zu dem Schluss, das Becken des Schermützelsees müsse schon vor der letzten Vereisung bestanden haben. Sie widersprachen damit der Auffassung von Felix Wahnschaffe, der den See als mächtiges Strudelloch ansah, das Eisschmelzwässer beim Rückgange des letzten Eises erzeugt hätten im Hervorstürzen aus einem Eisrande, der längere Zeit an dieser Stelle still gelegen hätte und von dem die Schmelzwässer durch das Rote Luch abgeflossen wären.

### Klima
→ Siehe Abschnitt Klima im Artikel zu Buckow: „Majestät, in Buckow geht die Lunge auf Samt“
Der Naturpark Märkische Schweiz liegt in der Regionalklimazone des subkontinentalen, trockenen, südmärkischen Klimas beziehungsweise großräumig eingeordnet im Übergangsbereich vom atlantisch geprägten Klima Westeuropas zum kontinentalen Klima Osteuropas. Das Klima ist geprägt von kühlen Wintern mit einer mittleren Januartemperatur von −1,2 °C und relativ warmen Sommern bei einer mittleren Julitemperatur von 17,8 °C. In Talniederungen, vor allem in den Kehlen und der Nähe der oft nebelverhangenen Seen, liegen die Temperaturen niedriger und die Luftfeuchtigkeit ist hoch. Das im Buckower Kessel eher feuchte Klima kommt insbesondere den Buchenmischwäldern entgegen. Im Jahr 2000 bescheinigte der Deutsche Wetterdienst (DWD) der Kurstadt in einem klimatisch-meteorologischen Gutachten ein ozonreiches Schonklima.

## Hydrologie und Limnologie

### Topographie, Morphometrie, Einzugsgebiet und Wasserzufuhr

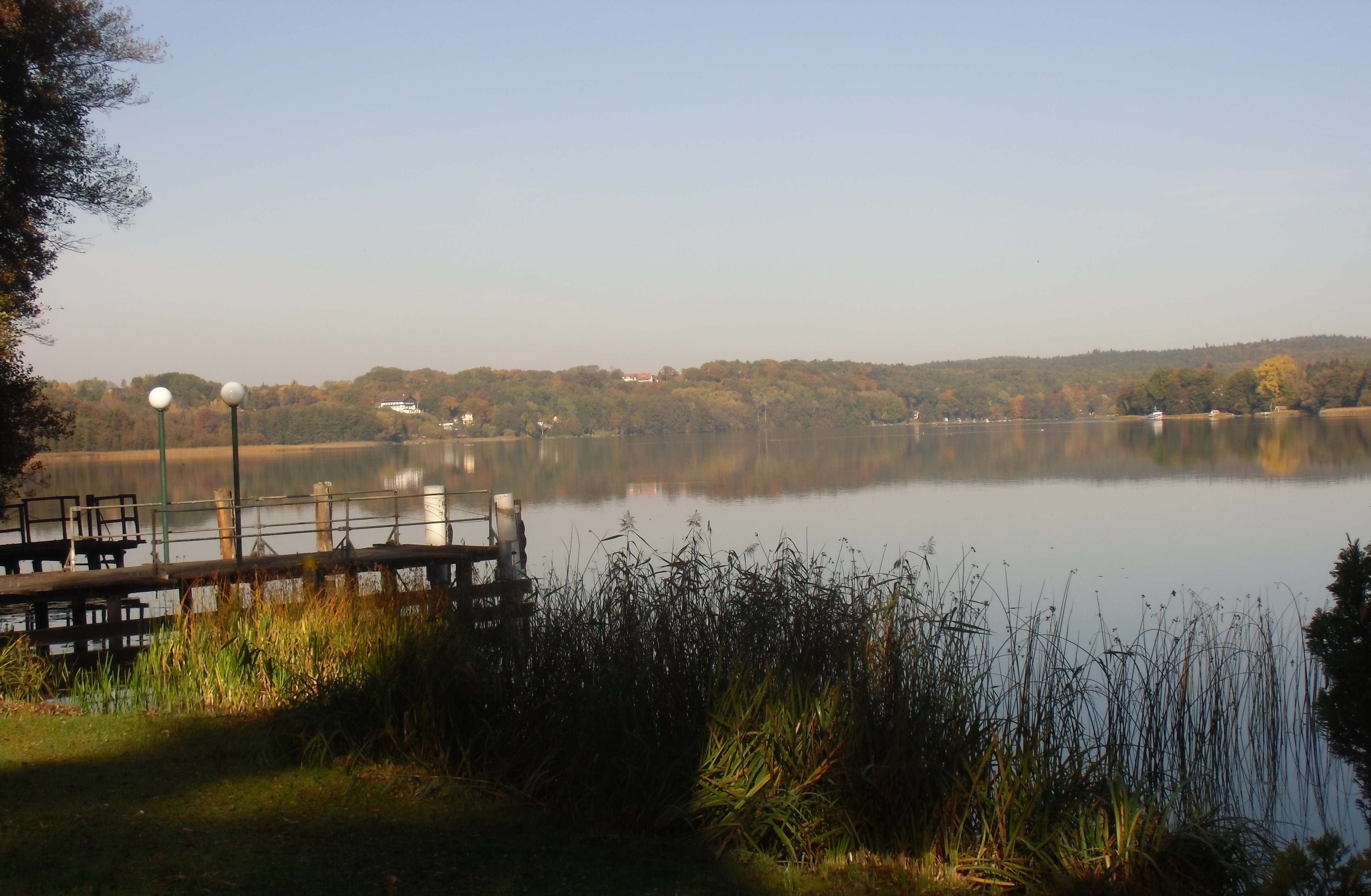
Vegetation und Wälder am See

Nach einer Bestandsaufnahme im Jahr 2004 gibt der Steckbrief nach der EG-Wasserrahmenrichtlinie (EG-WRRL) für den Schermützelsee (Wasserkörper-Nr. 8000169622491) eine Fläche von 137 Hektar an. Das Seevolumen beträgt 22.485.206 m³. Die maximale Tiefe liegt laut Steckbrief bei 38 Metern, wird in verschiedenen anderen Darstellungen allerdings auf bis zu 48 Meter veranschlagt; die Naturparkverwaltung nennt 45 Meter. Die große Tiefe und der hohe Tiefengradient von F = 5,8 zeigen eine stabile Schichtung des Gewässers an. Die theoretische Epilimniontiefe (Zepi) lag 2001 bei 6,6 Metern. Die größte Länge des von Nord nach Süd gestreckten, leicht gekrümmten und nach Nordost abknickenden Gewässers beträgt rund 2170 und die größte Breite rund 920 Meter. Der Uferentwicklungskoeffizient (UE) von 1,7 deutet auf eine starke Verzahnung des Sees mit seinem Umland hin. Die Struktur des buchtenreichen, steil abfallenden Ufers wird im Badegewässerprofil als natürlich/naturnah charakterisiert.
Das oberirdische Einzugsgebiet von 6264 Hektar besteht zu 67 % aus Ackerflächen, zu 30 % aus Wald und zu 1 % aus Weideflächen. Die restlichen Anteile entfallen auf Uferrandstreifen, versiegelte Flächen (Straßen, Wohngebiete) sowie Hafen- und Liegeplätze. Der See wird durch Grundwasser und vom Sophienfließ gespeist. Der Abfluss erfolgt über das Werderfließ und den Buckowsee in den Stobber zur Oder. Dabei bildet das Sophienfließ mit einem Jahresabfluss von 3,5 Mio. m³ den Hauptzufluss (Jahresmittel von 1977 bis 1984); der Abfluss in das Werderfließ wurde mit 6,0 Mio. m³ ermittelt (Jahresreihe von 1983 bis 1992), sodass die wahrscheinliche Grundwasserzufuhr rund 2,5 Mio. m³ pro Jahr beträgt. Das Grundwassereinzugsgebiet umfasst 2650 Hektar. Die Erneuerungszeit beziehungsweise theoretische Aufenthaltszeit (tR) des Wassers (Füllzeit) liegt mit 2,9 Jahren hoch.

### Chemische und trophische Charakteristik
Die anthropogenen Einflüsse auf die Eutrophierung des Sees sind vergleichsweise gering. Nährstoffeinträge bezieht der See vorrangig aus den ufernahen Bereichen Buckows und aus dem Sophienfließ. In der DDR-Zeit betrieb die Gärtnerei Bollersdorf der LPG Prötzel seit 1980 zur Bewässerung eine Tiefenwasserentnahme aus dem nördlichen Seebecken; die Förderleistung betrug 744 m³/d (pro Tag). Die Zuführung von Schadstoffen aus der Landwirtschaft wie etwa beim Parsteiner See oder ein Überangebot an Nährstoffen aus Fischzuchtanlagen und umfangreiche Wasserentnahmen durch die Kombinate Industrielle Mast (KIM) wie etwa beim Großen Seddiner See erfolgten beim Schermützelsee nicht.
Eine 2004 im Auftrag des Umweltbundesamtes erarbeitete Dokumentation der TU Cottbus, Lehrstuhl für Gewässerschutz, kennzeichnete den See als mesotroph (Trophiestufe II). Als potentiell natürlicher Referenzzustand der Trophie habe sich aus den Daten Oligotrophie (Trophiestufe I) ergeben. Die Alkalinität betrug 1995 3,4 mmol/l, die Gesamthärte 13,0° dH (deutsche Härtegrade). Die oberflächennah gemessene Leitfähigkeit lag im Jahresmittel 1995 bei 447 µS/cm (mikroSiemens je Zentimeter) und die mittlere Gesamtstickstoffkonzentration bei 0,7 mg/l. Im Sommer 1995 schwankten die epilimnischen Nitratstickstoffkonzentrationen zwischen 0,41 µg/l und 0,47 µg/l und die entsprechenden Ammonium-Stickstoffwerte (NH4-N) zwischen 0,11 µg/l und 0,32 µg/l. Die Gesamtphosphorkonzentration stieg im Jahresmittel von 55 µg/l im Jahr 1992 auf 92 µg/l im Jahr 1995, der Wert der Frühjahrszirkulation 1995 erreichte 18 µg/l. Die Chlorophyll a-Konzentration halbierte sich von 1992 bis 1995 auf 3,26 µg/l. Die Sauerstoffzehrungsrate wurde im Juni 1993 mit 0,067 mg/(cm² d) und im August 1993 mit 0,071 mg/(cm² d) ermittelt. Die Sauerstoffkonzentrationen erreichten Ende Juni bis in eine Tiefe von 20 Metern noch rund 5 mg/l; im Juli trat in den tiefsten Seebereichen Anaerobie ein, die sich im September/Oktober in eine Tiefe von 15 Metern ausdehnte.

#### Gewässersteckbrief nach der EG-Wasserrahmenrichtlinie
Der Steckbrief nach der EG-Wasserrahmenrichtlinie gab den LAWA-Trophieindex (fünfstufige Skala) nach Messungen im Jahr 2009 mit eins (= Umweltziel ‚sehr guter Zustand‘ der WRRL wird erreicht) an. Der Trophieindex nach LAWA (1999) fasst vier Trophie-Parameter (TP während der Frühjahrsvollzirkulation sowie die Vegetationsmittel von Chlorophyll a, Sichttiefe und TP) in einer Zahl zusammen. Dabei gehen die einzelnen Parameter in unterschiedlicher Gewichtung ein. Die Phosphorkonzentration wird mit zwei (= Umweltziel ‚guter Zustand‘ der WRRL wird erreicht) und die Qualitätskomponente Phytoplankton mit eins angegeben. Die zusammengefasste Qualitätskomponente Makrophyten/Diatomeen erhielt eine zwei, davon entfiel auf Makrophyten eine drei (= Umweltziel der WRRL wird knapp verfehlt, […] mäßiger Zustand) und auf die in der Gesamtbewertung höher gewichteten Diatomeen eine zwei. Der chemische Zustand und der ökologische Zustand werden mit zwei bewertet, woraus eine Gesamtbewertung (Gesamtzustand) von zwei resultiert. Diese Einstufung entspricht dem mesotrophen Zustand nach dem Trophiesystem. Das Gewässer wird als kalkreicher, geschichteter See mit relativ großem Einzugsgebiet (Verweilzeit > 30d), Typ 10, charakterisiert.

#### Wasserqualität nach der EG-Badegewässerrichtlinie
Die Badewasserqualität bewertete das Landesamt für Umwelt, Gesundheit und Verbraucherschutz (LUGV) nach der Badegewässerrichtlinie der EG für den Zeitraum 2008 bis 2011 als ausgezeichnet. Sowohl die Leitwerte wie auch die Grenzwerte wurden bei Beprobungen am Strandbad jährlich eingehalten. Dabei ergaben die beiden Indikatoren für eine fäkale Verschmutzung eines Badegewässers im Durchschnitt 2008 bis 2011
- für Escherichia coli (Grenzwert 1800/100 ml) Messwerte von 82 pro 100 ml für das 95-Perzentil und von 77 pro 100 ml für das 90-Perzentil und
- für Intestinale Enterokokken (Grenzwert 700/100 ml) Messwerte von 47 pro 100 ml für das 95-Perzentil und von 32 pro 100 ml für das 90-Perzentil.

Die Wassertemperatur, gemessen 30 cm unter Wasseroberfläche, schwankte 2009 zwischen 14,3 °C und 23,0 °C und lag im Mittel bei 19,6 °C. Der pH-Wert bewegte sich zwischen 7,50 und 8,00 und betrug im Mittel 7,6. Für die Transparenz (Sichttiefe) wurden Werte zwischen 3,5 Metern und 1,8 Metern, im Durchschnitt 2,5 Metern ermittelt. Der Salzgehalt (Umrechnung aus Leitfähigkeit) wird mit Süßwasser: < 0,5‰ angegeben. Wie im Gewässersteckbrief wird der ökologische Zustand mit zwei bewertet. Die Messergebnisse decken sich mit Resultaten von 2006, die gleichfalls keine Beanstandungen ergaben.

## Ökologie, Naturschutz, Flora und Fauna
Das im Vergleich zu anderen Seen des Naturparks Märkische Schweiz nur mäßig belastete, nährstoffarme Gewässer hat mit seiner relativ guten Wasserqualität und seiner relativ hohen Sichttiefe einen großen Stellenwert für den Natur- und Landschaftsschutz im Naturpark. Im Biotopverbund des Naturparks bildet der See ein wichtiges Bindeglied zum Stobber, der den Naturpark vom Roten Luch über den Buckower Kessel bis hin zu den Altfriedländer Teichen durchfließt. Zudem mündet das Sophienfließ, das den Nordwesten des Naturparks entwässert, in den Schermützelsee. Das Auftauchen der seit 1991 wieder gefangenen, für den Oderbruch typischen Schleie im Schermützelsee unterstreicht laut Naturparkverwaltung die Wirksamkeit der Bemühungen zur Wiederherstellung des Biotopverbundes im Naturpark.

### Natura 2000, FFH-Gebiet Schermützelsee
Der Schermützelsee ist Teil des kohärenten europäischen ökologischen Netzes besonderer Schutzgebiete Natura 2000. Unter den neun FFH-Gebieten des Naturparks Märkische Schweiz zur Erhaltung der natürlichen Lebensräume sowie der wildlebenden Tiere und Pflanzen ist es als FFH-Gebiet „Schermützelsee“ ausgewiesen. Der Steckbrief des Bundesamtes für Naturschutz (BfN) enthält für das 363 Hektar umfassende Gebiet unter der Nummer 3450-307 folgende Beschreibung:

„Reich strukturierter Komplex mit dem mesotroph-alkalischen, bis 45 m tiefen Schermützelsee, ausgeprägten Trocken-Erosionstälern, Schlucht- und Hangwäldern, Quellbereichen und Trockenrasen im Randbereich einer stark reliefierten Stauch-Endmoränenstaffel.“

### Phytoplankton und Zooplankton

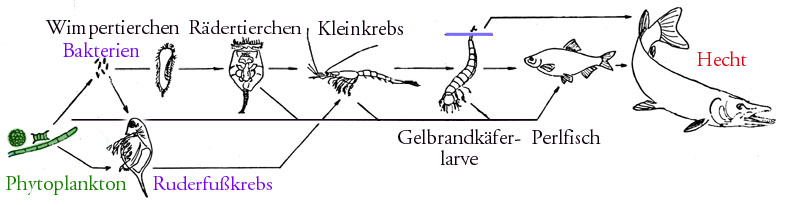
Schematische Nahrungskette in einem europäischen See (ohne Destruenten)

Das Biovolumen des Phytoplanktons (pflanzliches Plankton), Basis der autochthonen Nahrungspyramide eines Sees, betrug im Frühjahr 1993 0,2 mm³/l und im Sommer 1993 unter 1 mm³/l. Dabei dominierten im Frühjahr mit einem Anteil von 67 % Synedra aus der Gattung des Primärproduzenten Kieselalgen (Diatomeen). Das Sommerphytoplankton wurde mit über 50 % Anteil am Gesamtbiovolumen (GBV) von Dinoflagellaten mit der Klasse Dinophyceen (hauptsächlich Ceratium und Peridinium) bestimmt. Daneben häuften sich in dieser Periode die Vorkommen von Cyanobakterien (Blaualgen) mit Microcystis (Microcystis incerta) sowie Cryptophyceen und Goldalgen. Im Jahr 2001 erreichte das Volumen des Phytoplanktons den Jahreshöchstwert im April mit 2,1 mm³/l, sank im Juni auf 1,2 mm³/l und in den Monaten Juli bis September auf 0,4 mm³/l. Beherrschte im April 2001 die Kieselalgen-Art Tabellaria fenestrata das GBV mit einem Anteil von 84 % deutlich, blieb sie auch im Juni dominant, allerdings sank ihr Anteil auf 46 % und wurde von dem Dinoflagellat Ceratium hirundinella mit 34 % ergänzt, der dann in den Monaten Juli bis Oktober mit GBV-Anteilen zwischen 40 und 50 % die einzige dominante Art blieb. Anteile von über 10 % erreichten im Juli die Arten Asterionella formosa und der Schwachlichtspezialist Cryptomonas sp. sowie im September Rhodomonas spp. und die Zieralge Cosmarium sp. Insgesamt beurteilt das Ministerium für Umwelt, Gesundheit und Verbraucherschutz (MUGV) das pflanzliche Plankton des Schermützelsees als artenreich, aber von geringer Dichte.
Die Biomassenkonzentration des Zooplanktons lag bei der Frühjahrsprobe im März 1995 bei 0,7 mg TG/l (TG = Trockengehalt) und im August bei 18 mg TG/l. In beiden Vegetationsperioden stellten calanoide Ruderfußkrebse den Hauptanteil, im Frühjahr mit 73 % und im Sommer mit 42 %. Im März entfielen weitere 19 % auf cyclopoide Ruderfußkrebse, vereinzelt wurden Daphnien (Wasserflöhe) nachgewiesen. Herbivore Rädertierchen bestanden zu dieser Zeit hauptsächlich aus Filina, Polyarthra, Keratella cochlearis, Keratella quadrata und Synchaeta. Im August stellten mit 36 % den zweitgrößten Anteil der Biomasse Phyllopoden, die sich zu 26 % aus Daphnien, zu 5 % aus Bosmina und zu 4 % aus Diaphanosoma (sämtlich aus der Klasse der Kiemenfußkrebse) zusammensetzten. Der Anteil herbivorer Rädertierchen sank im Sommer unter 3 %, dabei erreichte Keratella cochlearis größere Abundanzen.

### Submersflora, Röhricht und weitere Pflanzengemeinschaften

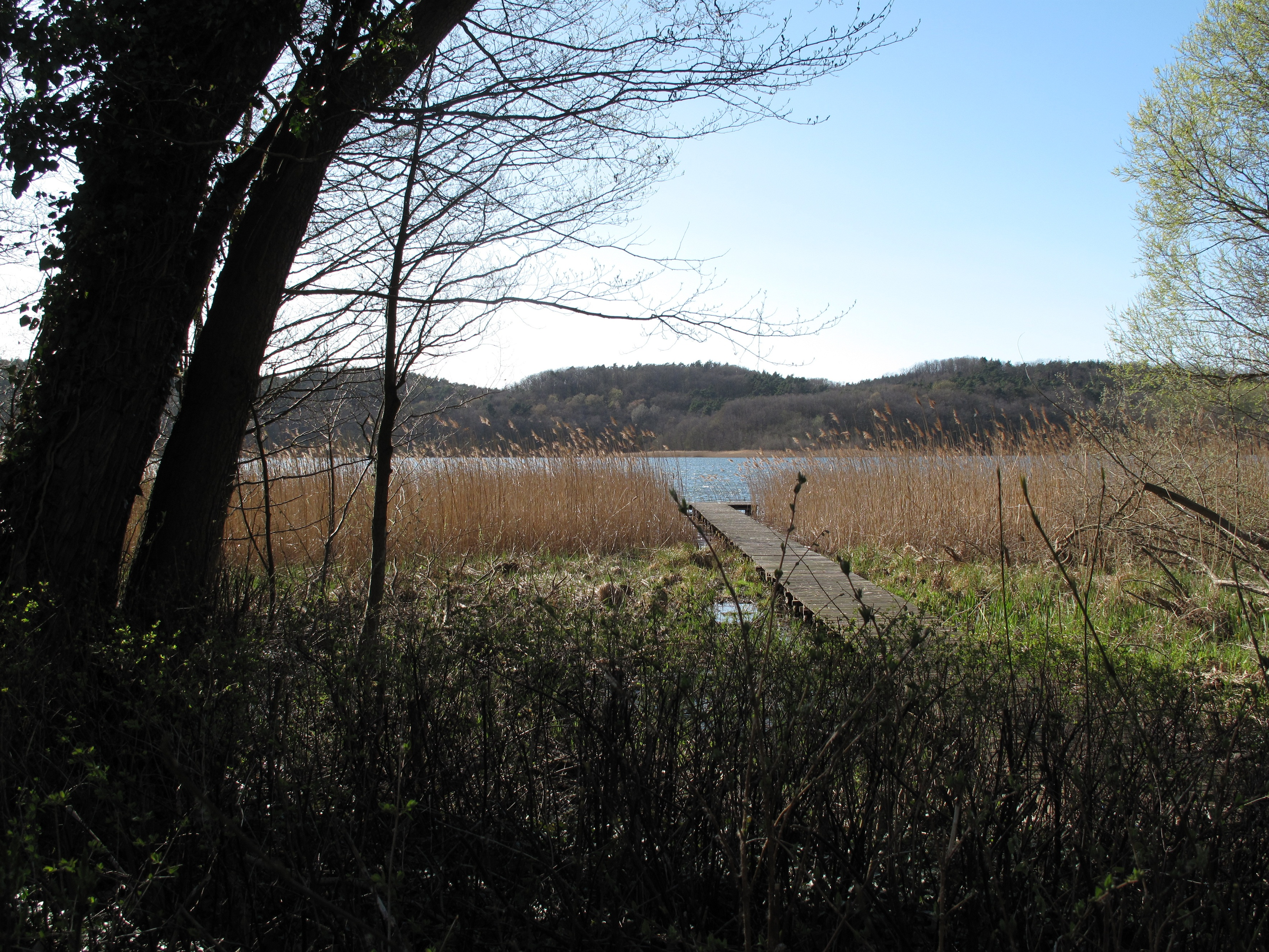
Röhricht und Steg am Brecht-Weigel-Haus

Die Submersflora bestimmen Tauchfluren, die vielfach von Brunnenmoos gebildet werden, das in einer Wassertiefe von bis zu 18 Metern vorkommt. Erstaunlich sind die Fluren des Faden-Laichkrauts, das eher in den Alpen und im Alpenvorland zu finden und östlich der Elbe selten ist. Die Fluren werden von Grundrasen mit Rasenteppichen aus Armleuchteralgen (Characeae) ergänzt. Dazu zählen Gesellschaften der gefährdeten Stern-Armleuchteralge (Nitellopsidetum obtusae), Steifhaarigen Armleuchteralge (Chara hispida) sowie von Nitellion flexilis, gebildet aus Gesellschaften der Zerbrechlichen Armleuchteralge und Biegsamen Glanzleuchteralge (Nitella flexilis). Im Tiefenbereich von ein bis drei Metern gibt es Bestände des Ährigen Tausendblatts – die Vorkommen in diesem Bereich korrelieren mit der Trophiestufe II des Sees.
Aufgrund der steil abfallenden Ufer ist der Schilfgürtel insgesamt nur schmal ausgeprägt. An Teilen des wärmeren Ostufers und insbesondere an den flacheren südlichen Ufern erreichen die Röhrichtbestände und Schwimmblattgesellschaften allerdings eine Ausdehnung von über einhundert Metern. In der Zeit vom 15. März bis 15. September darf das Schilf nicht zurückgeschnitten werden. Außerhalb der Vegetationsperiode, das heißt im Winter über dem Eis, fördert der Rückschnitt hingegen die Ausbreitung des Schilfgürtels und die Biotoppflege. Unter den Lebensraumtypen listet der Steckbrief für das FFH-Gebiet insgesamt folgende Pflanzen- beziehungsweise Waldgesellschaften auf: Kalk-(Halb-)Trockenrasen und ihre Verbuschungsstadien, orchideenreiche Bestände (Code 6210; Festuco-Brometalia), Schlucht- und Hangmischwälder (Code 9180; Tilio-Acerion), Erlen-Eschen- und Weichholzauenwälder (Code 91E0; Alno-Padion, Alnion incanae, Salicion albae), Fließgewässer mit flutender Wasservegetation (Code 3260; Ranunculion fluitantis) und Nährstoffarme bis mäßig nährstoffreiche kalkhaltige Stillgewässer mit Armleuchteralgen (Code 3140; Characeae).

### Weitere Tiere

#### Fischfauna

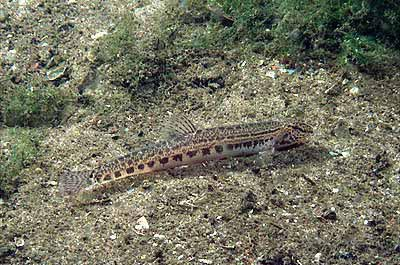
Der gefährdete Steinbeißer

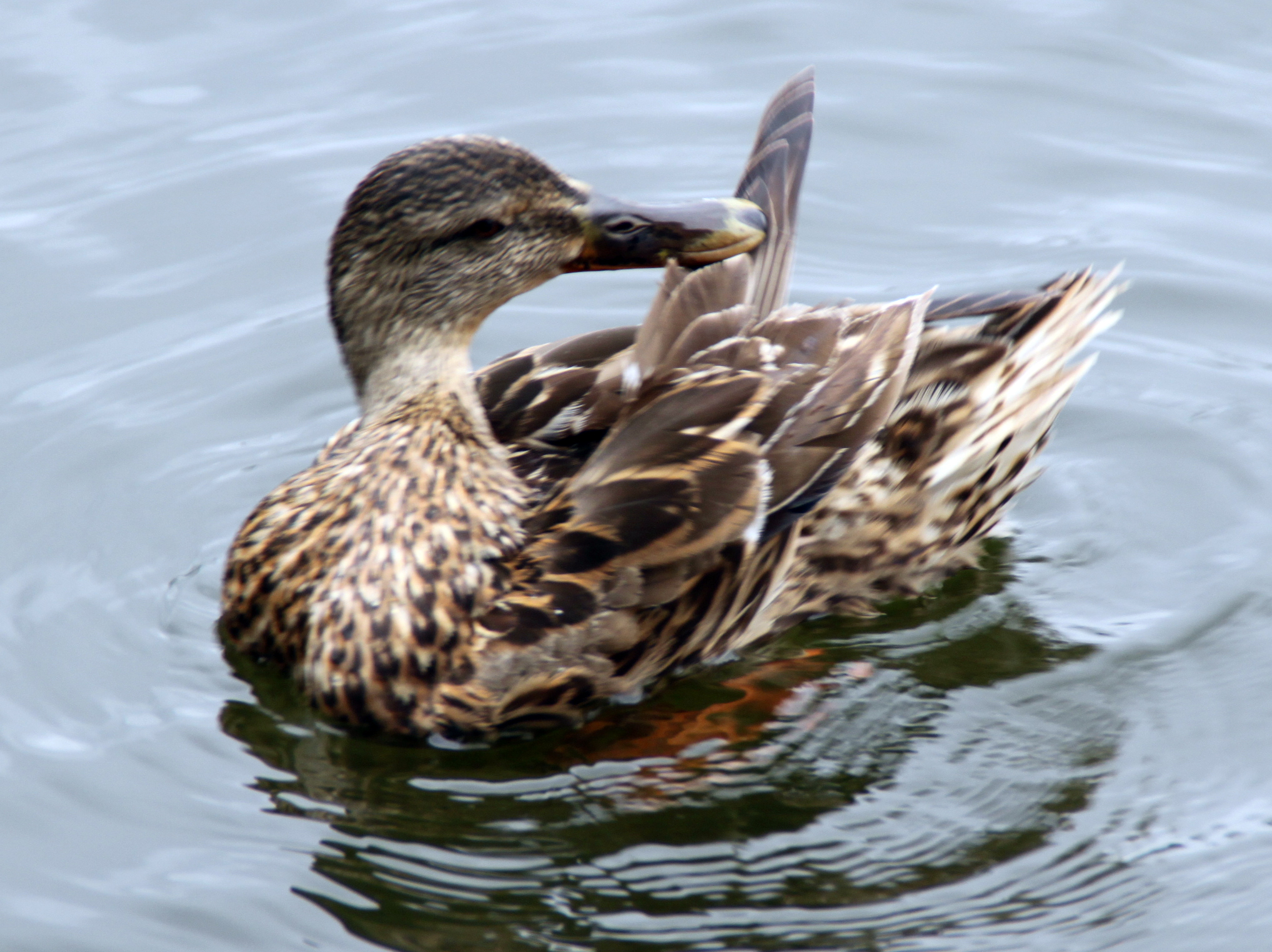
Stockente auf dem Schermützelsee

Im Anhang II der FHH-Richtlinie nennt der Steckbrief unter den schützenswerten Fischen des Schermützelsees den nach der Roten Liste in Brandenburg stark gefährdeten Bitterling, der im sandigen Grund die für seine Fortpflanzung nötigen Muscheln findet. Auch der gleichfalls in Brandenburg stark gefährdete Steinbeißer, der langsam fließende Bäche, Flüsse und stehende Gewässer mit klarem sauerstoffreichem Wasser bevorzugt, ist im Schermützelsee zu Hause. Zudem erlaubt der mesotrophe Zustand und die Tiefe des fischreichen Sees Bestände der gefährdeten Kleinen und Großen Maräne (Coregonus nasus). Vertreten ist ferner der laut Roter Liste Brandenburg im Bestand zurückgehende Aal und – an der Spitze der Nahrungskette des Sees – der Hecht. In den Uferregionen finden sich Bachschmerlen; der auch Bartgrundel genannte Bodenfisch präferiert in der Regel flache, schnell fließende Bäche und Flüsse. Hauptfischarten im Schermützelsee sind Rotauge, Karpfen, Blei, Güster, Schleie und Rotfeder sowie mit besonders reichen Mengen Barsch und Ukelei. Der See ist Angelgewässer und wird vom Kreisanglerverband Märkisch Oderland e. V. (Bereich Strausberg) betreut.

#### Säugetiere und Vögel
Unter den schützenswerten Säugetieren listet der FFH-Steckbrief zum Schermützelsee den Biber und den Fischotter, Tier des Jahres 1999 in Deutschland und in Brandenburg vom Aussterben bedroht. Der an das Wasserleben angepasste Marder zählt zu den besten Schwimmern unter den Landraubtieren und kann bis zu acht Minuten unter Wasser bleiben. Einen großen Teil seines Beutespektrums stellen Fische dar, wobei er überwiegend kleine Fischarten erbeutet und darunter langsame und geschwächte Tiere. Ihm kommt daher eine Rolle bei der Gesunderhaltung der Fischbestände zu.
Als Teilbereich des Europäischen Vogelschutzgebietes (SPA) Märkische Schweiz zur Erhaltung der wildlebenden Vogelarten nach der EU-Richtlinie, das mit 17.968 Hektar den größten Teil des 20.500 Hektar umfassenden Naturparks einnimmt, ist der Schermützelsee Lebensraum vieler bestandsgefährdeter Vögel. In den Schilfgürteln tummeln sich zahlreiche Wasservögel. Unter anderem findet man Blässhühner, Graureiher und auch Eisvögel, 1973 und 2009 Vogel des Jahres in Deutschland, 2006 Vogel des Jahres in der Schweiz und in Brandenburg nach einer Bestandserholung seit 1997 noch als gefährdet eingestuft (Stand 2008). In den Jahren 2000/01 beobachteten Ornithologen je eine Trauerente und Bergente sowie einen Schwarzhalstaucher. Der in Brandenburg vom Aussterben bedrohte Schwarzhalstaucher aus der Familie der Lappentaucher erreicht ausgewachsen eine Körpergröße von 30 bis 35 Zentimetern und ist damit kleiner als ein Blässhuhn, aber größer als etwa ein Zwergtaucher. Sein Ruf ist ein ansteigendes huit und er ernährt sich vor allem aus Insekten und deren Larven sowie kleinen Crustaceen und Mollusken.

## Siedlungsgeschichte, Etymologie und Besitz

### Frühzeit: Lausitzer Kultur, Germanen und Slawen
Bereits rund 2000 Jahre nach dem Zurückweichen der weichselglazialen Gletscher finden sich erste Spuren einer Besiedlung des weiteren Raumes um den See. Archäologische Funde belegen, dass die Besiedlung des östlich gelegenen Münchehofe (heutiger Ortsteil von Müncheberg) spätestens um 8000 v. Chr. in der beginnenden Mittelsteinzeit erfolgte. Erste Zeugnisse menschlicher Anwesenheit am Schermützelsee datieren aus der Zeit der ausklingenden Mittelsteinzeit. Aus dieser Epoche stammen Pfeilspitzen, Klingen, Spitzen und Feuerstellen, die auf dem Fischerberg westlich vom Schermützelsee gefunden wurden. Zeugnisse einer stärkeren, sesshaften Besiedlung der Buckower Region finden sich mit vielen Fundstücken und Urnengäbern auf dem Werder zwischen dem Schermützel- und Buckowsee allerdings erst aus der Periode der mittleren bis späten Bronzezeit (1600–800 v. Chr.). Aus der frühen Eisenzeit sind Pfahlbauten im Schermützelsee nachgewiesen, die der vorgermanischen Lausitzer Kultur zugeordnet werden. Aus der anschließenden Zeit der elbgermanischen Semnonen stammen Funde wie eine Armbrustfibel, allerdings gibt es aus der germanischen Epoche keine Entdeckungen nach dem vierten Jahrhundert. Im Zuge der Völkerwanderungen verließen die Semnonen ab dem 5. Jahrhundert bis auf wenige Restgruppen ihre Heimat zwischen Elbe und Oder in Richtung Oberrhein, Schwaben. Im späten 6. und 7. Jahrhundert zogen in den vermutlich weitgehend siedlungsleeren Raum Slawen ein, die zum großen Teil vom Fischfang lebten, die gewässerreiche Region aufsiedelten und um 850 Buckow (aus dem slawischen buk für Rotbuche, also Buchenort) gründeten.
→ Zur weiteren Siedlungsentwicklung siehe Abschnitt Geschichte im Artikel zu Buckow

### Ersterwähnungen und Etymologie
Auch der Name des 1300 erstmals als schermitzel urkundlich erwähnten Gewässers (siehe unten) geht auf die slawische Zeit zurück. Zur Etymologie führt das Brandenburgische Namenbuch zwei Erklärungen an: entweder aus der slawischen Bezeichnung für den Faulbaum oder, weniger wahrscheinlich, eine metaphorische Benennung nach der gekrümmten Form, abgeleitet aus dem westslawischen koromyslo für Wassertrage:

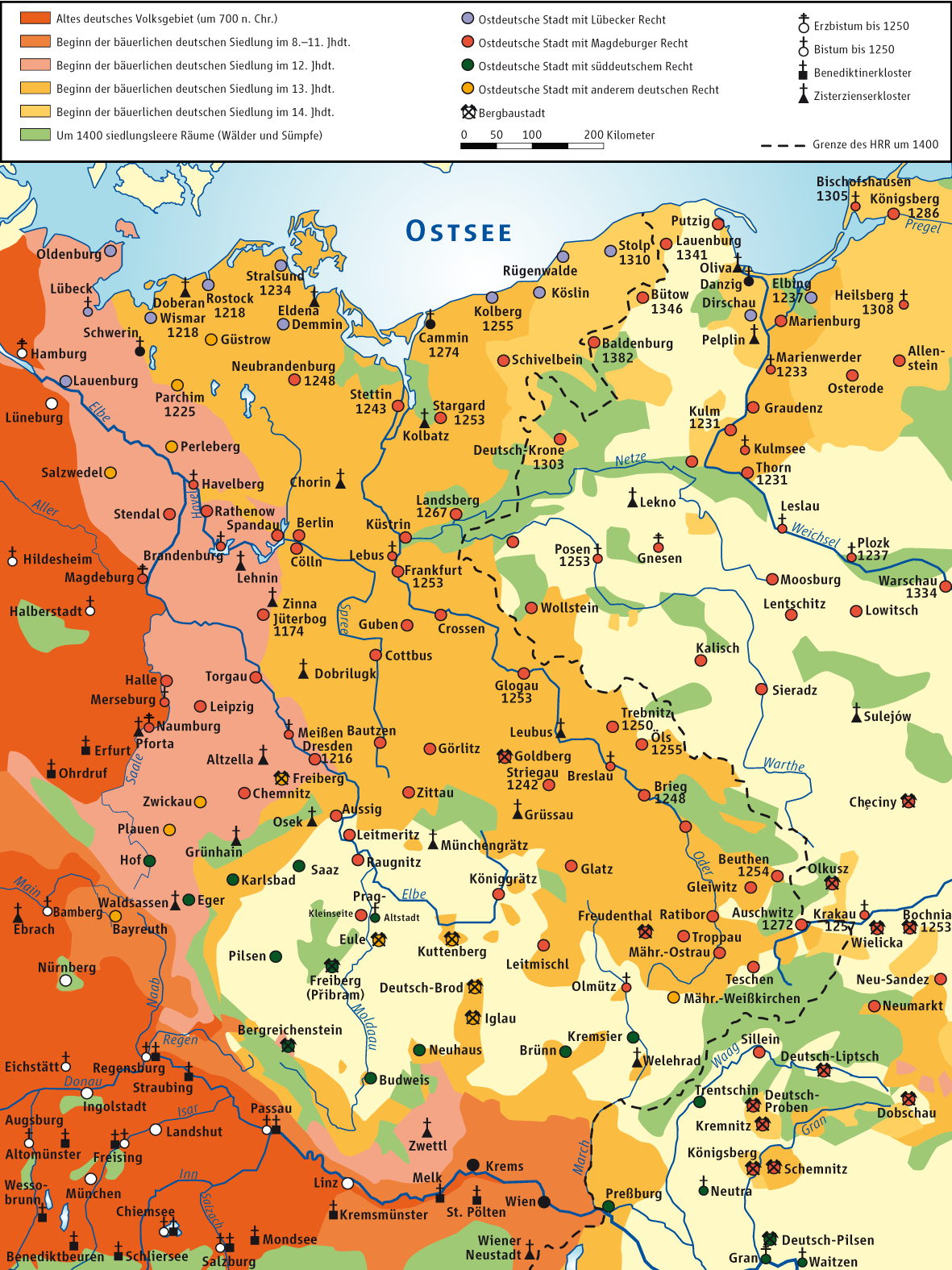
Ausdehnung der deutschen Ostsiedlung in die slawischen Gebiete. Der Schermützelsee befindet sich in dem orangen Bereich zwischen Berlin und der Oder.

- Variante Faulbaum: altpolabische/altsorbische Grundform  C̆remušn-  zu čremucha = Faulbaum. Das „l“ sei durch Dissimilation im Mittelniederdeutschen und Angleichung an mittelniederdeutsch scharmüssel, schermüssel nach Scharmützel zu erklären. Das Namenbuch bezieht sich hierbei auf Analysen von Julius Bilek (1959) und Gerhard Schlimpert (1972) und fügt erhärtend hinzu, dass nach Angabe von Henryk Borek (1968) im westslawischen Sprachgebiet 23 Namen ebenso gebildet worden sind.[58]
- Variante gekrümmte Form: Der Slawist Friedhelm Hinze stellte den Namen 1972 hingegen zu dem im Pomoranischen bezeugten Appellativum čårmësłë (Pl.) = hölzerne Trage, die zum Tragen von Körben und Eimern auf die Schulter gelegt wird. Dabei handele es sich um eine westslawische Variante von russisch koromyslo mit der gleichen Bedeutung. Das Benennungsmotiv liege in der Form der Gewässer – sämtliche Ableitungen gelten gleichlautend für die derselben Grundform entstammenden Gewässernamen Scharmützelsee und Zermützelsee. Diese Gewässer hätten sämtlich eine Krümmung, die dem Jochstück einer Wassertrage ähnele.[59] Das Brandenburgische Namenbuch hält die Argumente Hinzes für nicht stichhaltig, denn die drei Seen seien sehr groß und die Form eines Jochs nur auf dem Kartenbild zu erkennen. Eine metaphorische Benennung nach der Form sei deshalb völlig unwahrscheinlich.[58]

1751 erwähnte der Chronist Johann Christoph Bekmann den See in seiner Historische[n] Beschreibung der Chur und Mark Brandenburg nach ihrem Ursprung, Einwohnern, Natürlichen Beschaffenheit, Gewässer, Landschaften, Städten, Geistlichen Stiftern […] als Scharmüzelsee. 1840 war er im preußischen Urmesstischblatt als Schermützel verzeichnet.

### Mittelalter: Besitz des Frauenklosters Friedland
Buckow entstand rund 800 Meter östlich des Schermützelsees zwischen dem Buckower See und Griepensee. Während Buckow mit Abschluss der Deutschen Ostsiedlung sehr wahrscheinlich noch unter dem Einfluss des polnisch orientierten Landes Lebus und des Klosters Leubus stand, gehörte der Schermützelsee vermutlich bereits nach dem Ende des innerdeutschen Teltow-Kriegs und Magdeburger Kriegs zum askanischen Besitz, spätestens jedoch 1300 als Gewässer des Frauenklosters Friedland. Am 19. November 1300 bezeugten der Abt Johannes des Klosters Lehnin und Bruder Wilhelm, Prior des Dominikanerklosters Cölln, eine Urkunde, in der der askanische Markgraf Albrecht III. (Mitregent) den Besitz der Zisterzienserinnen beglaubigte. Adolph Friedrich Riedel überschrieb die Urkunde im Codex diplomaticus Brandenburgensis mit: Markgraf Albrecht bestätigt dem Nonnenkloster zu Friedland das Städtchen Friedland und all seine Besitzungen. In diesem Dokument ist das Gewässer erstmals schriftlich erwähnt:
- Item stagnum apud Bucow, quod dicitur schermitzel; […].[61]

Buckow ist in dem Dokument von 1300 nicht als Friedländer Besitz angegeben und blieb mindestens bis 1405 unter Leubuser Einfluss. Die Vorstadt Klein-Buckow (Preurbium Buko) könnte laut Max Krügel hingegen zuvor zu Pritzhagen, gleichfalls Eigentum des um 1250 gegründeten Klosters Friedland, gehört haben. Möglicherweise seien 1300 die 10 Hufen Klein-Buckows aus dem Pritzhagener Gebiet ausgegliedert worden. Der Schermützelsee jedoch blieb bis zur Säkularisation 1540, zumindest zum Teil, bei den Friedländer Nonnen.

### Neuzeit bis 1930: Von Friedland und Hasenholz zu Buckow

#### Besitz der Herrschaft Friedland (Bollersdorfer Seeteil)

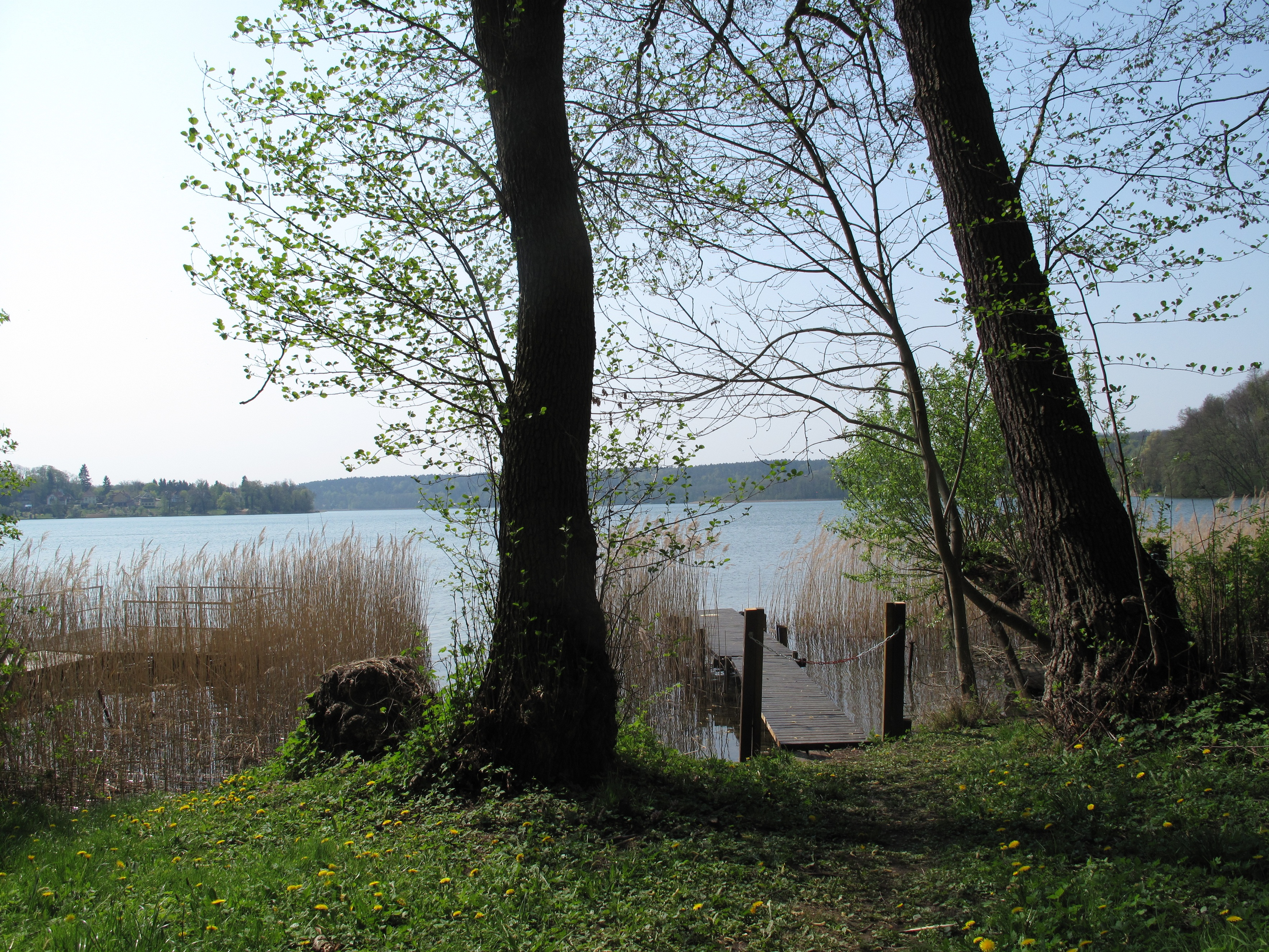
Bollersdorfer Ufer

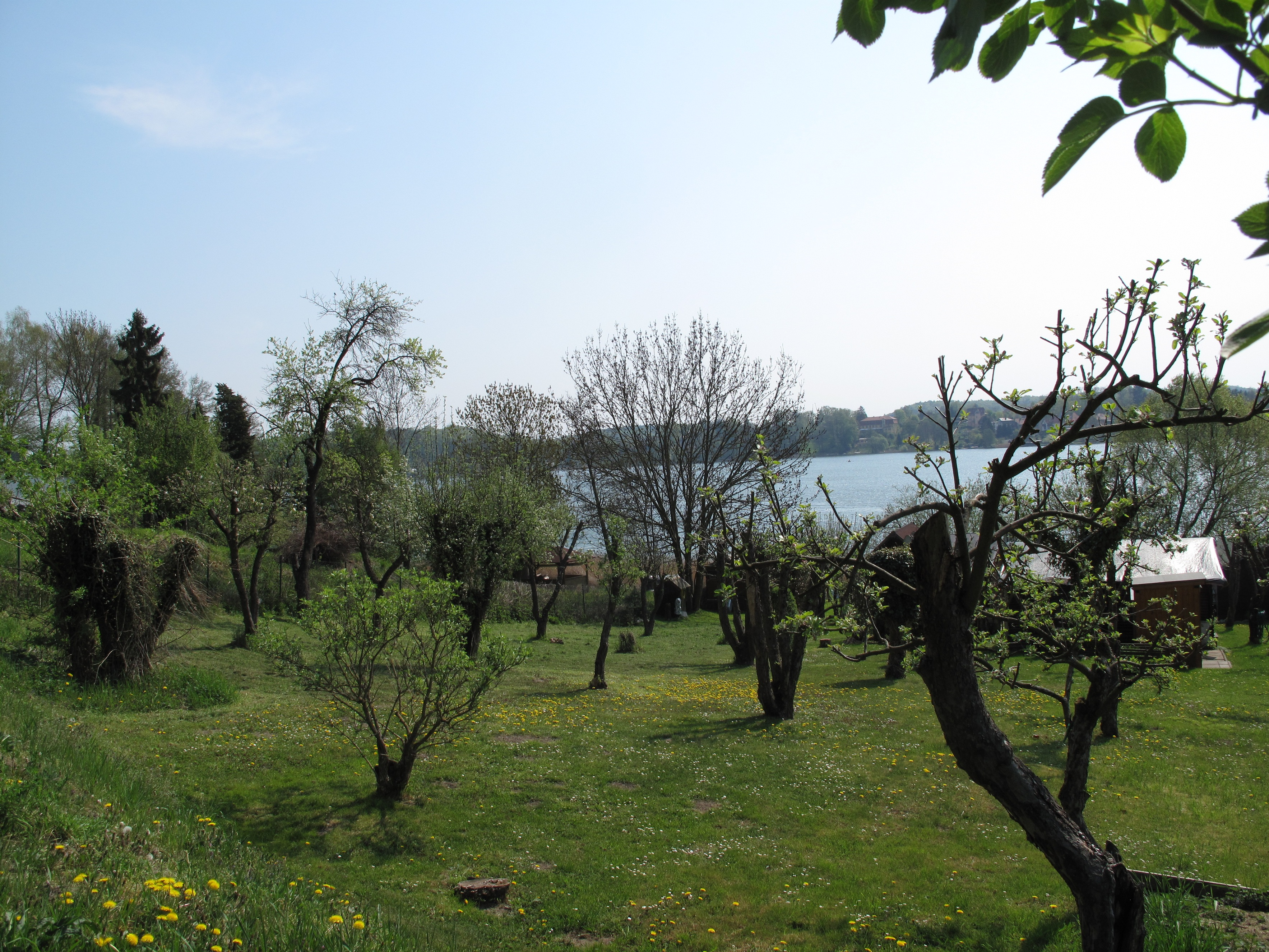
Bollersdorfer Ufer

1522 noch insgesamt als Friedländer Klosterbesitz genannt, ging der See nach der Auflösung des Klosters in der Mitte des 16. Jahrhunderts, zumindest zum Teil, an die nachfolgende Herrschaft Friedland über. Unter anderem über den Feldmarschall Joachim von Roebel, Albrecht Friedrich von Brandenburg-Schwedt und seinen Sohn und Nachfolger Carl Albrecht von Brandenburg-Sonnenburg wechselte die Friedländer Herrschaft mehrfach. Irgendwann im Prozess der Besitzerwechsel muss der Schermützelsee aufgeteilt worden sein. Denn ein Lehnsbrief für den nächstbesitzenden preußischen Generalmajor Hans Sigismund von Lestwitz, dem seine als „Frau von Friedland“ bekannte Tochter Charlotte Helene von Lestwitz folgte, unterrichtete 1763 im Einzelnen über den Umfang des damaligen Amtes Friedland. Darin hieß es unter anderem:

„Item das Dorf Bollersdorf, woselbst vor itzo 6 Kossäten befindlich sind. Die Hälfte des zwischen Buckow und dem festen Lande von Bollersdorf unterhalb dem Berge liegenden großen Sees, der Schermützel genannt.“

Bollersdorf, ursprünglich nicht im Besitz des Klosters, war 1486 von den von Rudenitz an die Zisterzienserinnen abgetreten worden, nach der Säkularisation aber von der Familie von Roebel nicht an die Brandenburg-Schwedts, sondern 1670 an Otto Friedrich von Hacke aus dem Adelsgeschlecht Hake verkauft worden. Deren Nachfolger auf Bollersdorf, die Familie von Loeschebrand, trat den Ort 1733 für 8800 Taler an Carl Albrecht von Brandenburg-Sonnenburg ab, sodass er letztlich doch wieder mit der Herrschaft Friedland vereint wurde. In einer Nachweisung der Grundstücke auf der Feldmark Bollersdorf wurden 1791 für den Schermützelsee, soweit er zu Bollersdorf gehört, unter anderem angeführt: die Grenzkehle, der Lange Grund, die Schwarze Kehle und neun Elsbrüche, darunter die Werderspitze, der Gusemann genannt. Die Beschreibung umfasst exakt die heutigen Bollersdorfer Uferpartien.
Zwar hat die Herrschaft Friedland/Bollersdorf nach obiger Angabe nur die Hälfte des 146 Hektar umfassenden Sees besessen, möglicherweise lag der Anteil aber mit rund 94 Hektar deutlich höher. Nach Angabe Max Krügels unterbreitete Buckow Hans von Flemming am 15. September 1928 ein Kaufangebot für den nördlichen Teil des Schermützelsees, der der Stadt am 1. Oktober 1928 für 120.000 Reichsmark übereignet wurde. Diesen Teil, den Flemming zuvor von Bollersdorf gekauft habe, gibt Krügel mit rund 94 Hektar an. Hans von Flemming war Mitglied der Buckower Gutsherrenfamilie von Flemming, die zwischen 1688 und 1945 das 1948 abgerissene Schloss Buckow besaßen.

#### Teilbesitz von Hasenholz
Laut Krügel wurde der südliche Seeteil, den er auf rund 52 Hektar veranschlagt, am 17. Juni 1930 nach Buckow eingemeindet. Krügel macht keine Angaben über den Vorbesitzer, aber laut Ortschronik Hasenholz gehörte dieses Areal des Sees, oder wiederum ein Teil davon, spätestens im 19. und 20. Jahrhundert dem heutigen Buckower Ortsteil Hasenholz. Das 1375 im Landbuch Karls IV. erstmals erwähnte Dorf Hasenholz war wie Buckow Teil des Pfuelenlands, das an die von Flemmings überging. Möglicherweise ist der Seeteil irgendwann nach der Säkularisation des Klosters Friedland an diese Familien gekommen und gelangte im 18./19. Jahrhundert nach den Separationen zwischen Gütern und Gemeinden infolge der Bauernbefreiung und Stein-Hardenbergsche Reformen an die damals selbständige Gemeinde Hasenholz.

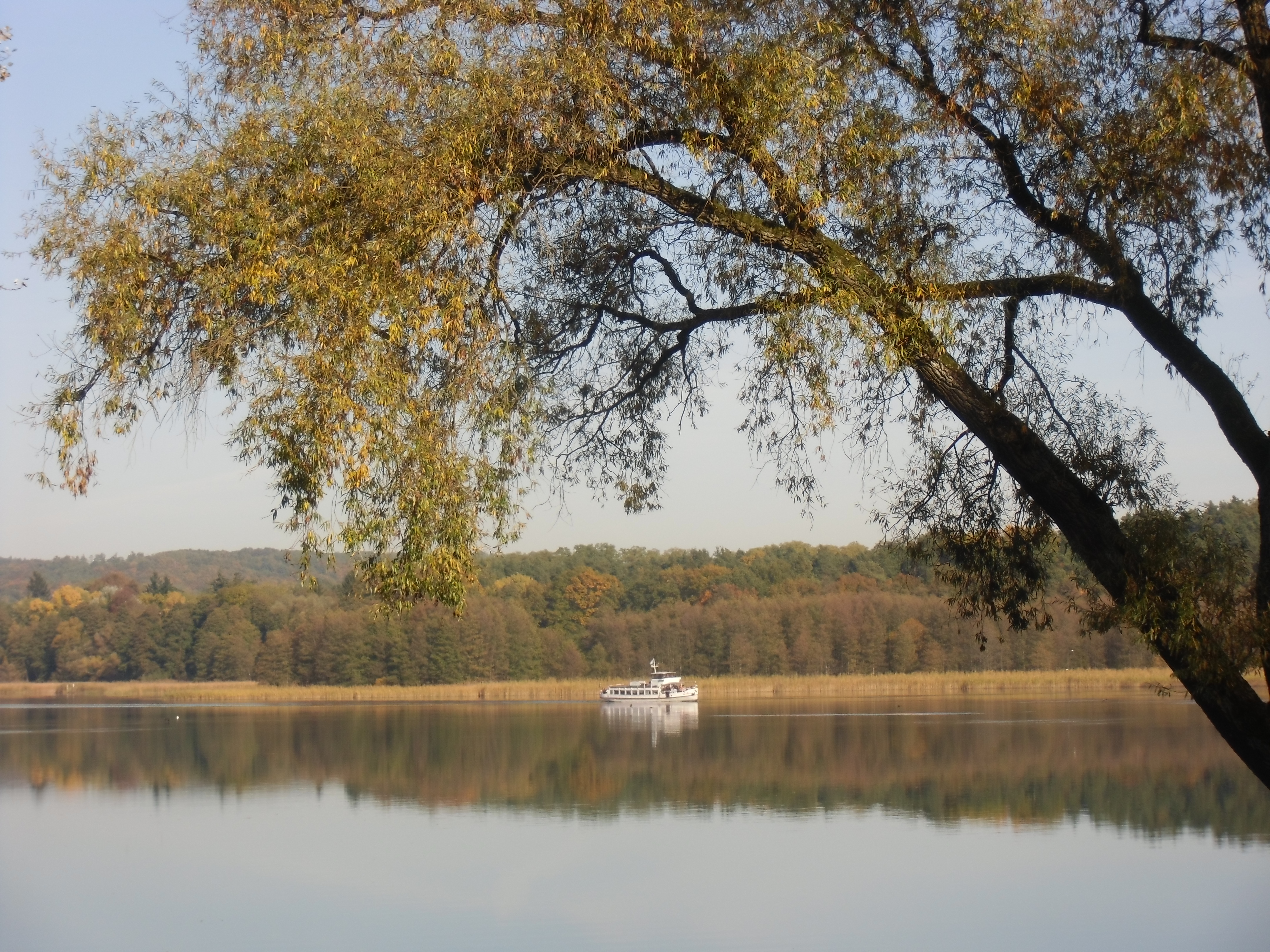
Blick von der Fischerkehle auf den ehemaligen Hasenholzer Seeteil

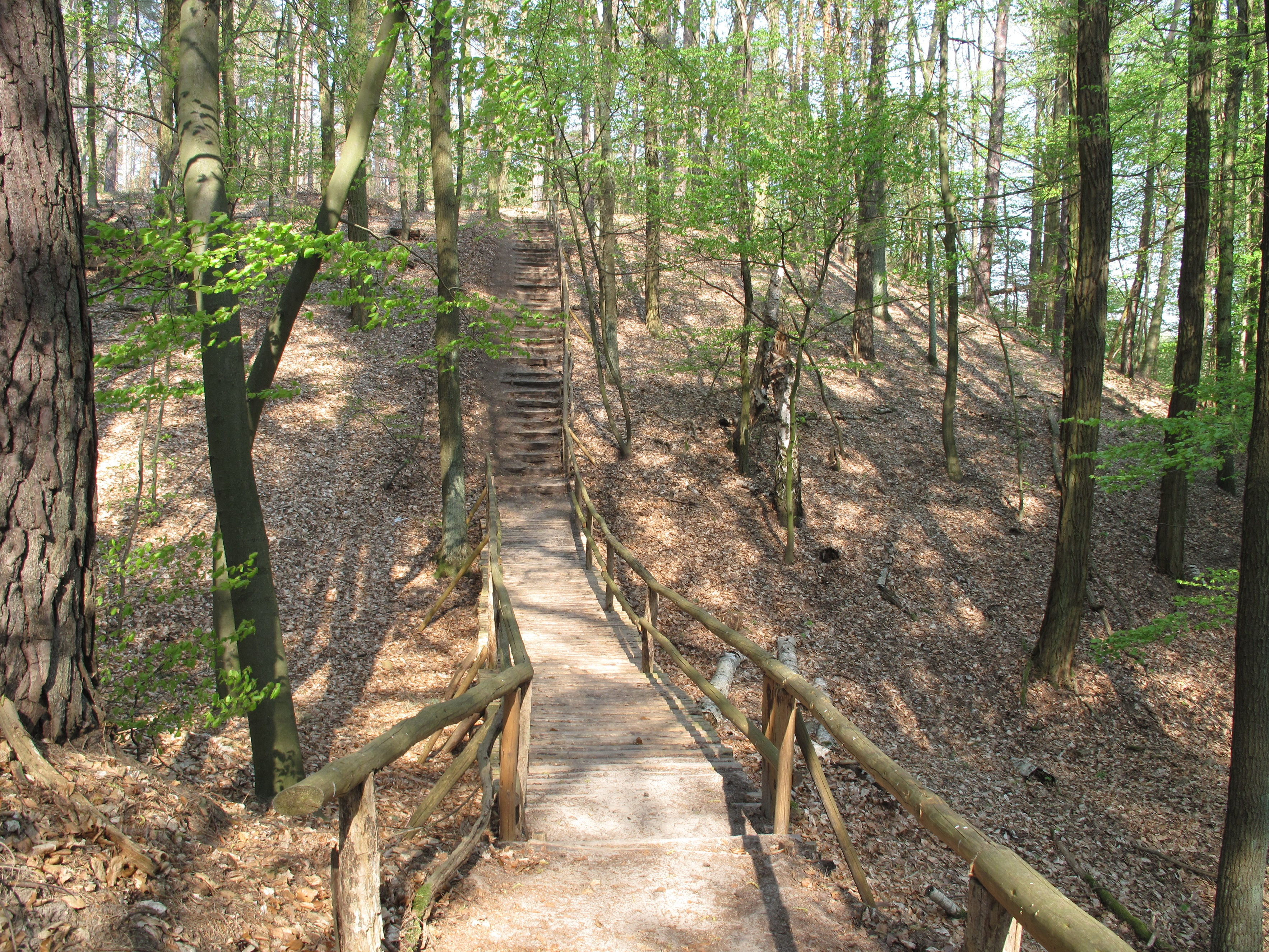
Eine der Kehlen am ehemaligen Hasenholzer Ufer

Zu Hasenholz, das rund 900 Meter westlich des Schermützelsees liegt, gehörte der Uferstreifen nebst zugehörigem Seeteil südlich der Grenzkehle über Buchenfried und Fischerkehle sowie der südliche Teil des Ostufers; auch der östlich unmittelbar benachbarte Weiße See mit umliegendem Gelände zählte zu Hasenholz. Die Grenzkehle schied ursprünglich Bollersdorf von Hasenholz und bildet noch heute die Grenze zwischen Bollersdorf und Buckow. Während die Hasenholtischen Felder und die Haselholtzschen Caveln – wahrscheinlich nördlich der Grenzkehle gelegen – 1739 als Bollersdorfer Besitz erwähnt sind, zählte Hasenholz nicht zur Herrschaft Friedland, sondern gehörte seit dem 16. Jahrhundert erst der Adelsfamilie von Pfuel, dann zur Herrschaft derer von Flemming.
Laut Hasenholzer Chronik schloss der Ort 1855 einen Rezess (Vergleich) wegen der Heideverteilung und des Interessentenweges am See. 1911 lehnte Hasenholz die Freigabe dieses sogenannten Interessentenwegs („Interessenten“ zum Kauf beziehungsweise zur Ansiedlung) für den Fremdenverkehr ab und ließ den Weg weiterhin, durch Tafeln ausgewiesen, gesperrt. 1924 erfolgte die Gründung der Neusiedlung „Buchenfried“ am Schermützelsee. 1928 tauschte der Graf von Flemming mit den Hasenholzer Bauern das Uferland am Schermützelsee (saure und nasse Wiesen) gegen Ackerland seines Besitzes am Dorfrand. Am Schermützelsee werden die Flächen parzelliert und verkauft. Es entsteht die Siedlung „Am Fischerberg“. Die Gaststätten „Buchenfried“ und „Fischerkehle“ werden im Laufe der folgenden Jahre gebaut. Diese Erweiterung des Dorfes Hasenholz bringt gute Steuereinnahmen für die Gemeinde. Zwischen 1928 und 1932 lehnte Hasenholz mehrere Bebauungspläne seines Uferstreifens zur „Waldsiedlung“, die auf Veranlassung des Regierungspräsidenten aufgestellt wurden, aus finanziellen Gründen beziehungsweise wegen der unklaren Kostenbeteiligung und ungelösten Entschädigungsfrage ab. 1930 versuchte Buckow, den Bebauungsplan dahingehend zu ändern, dass nicht nur Wohnlauben, sondern massive Kleinhäuser errichtet werden konnten. Hasenholz wehrte sich: Fäkalgruben müssen dafür angelegt werden. Gegen die Senkung des Wasserspiegels vom Schermützelsee wird Einspruch erhoben. Dadurch geht ein Wasserstreifen verloren, der den Anliegern gehört.
Seit 1922 hatte sich die Stadt Buckow bemüht, den Hasenholzern ihren Seeteil nebst Uferpartien abzukaufen. Allein 1922 stellte die Stadt drei vergebliche Anträge auf Eingemeindung des zu Hasenholz gehörenden südlichen Teil des Schermützelsees nach Buckow. Einen weiteren Antrag 1923 beschied Hasenholz erneut abschlägig, mit der Begründung: 20 % von Hasenholz gehen verloren, 30 % Steuerausfall. Am 22. August 1929 gaben die Hasenholzer auf und der Seeteil (wie auch der Weiße See) kam zu Buckow: Buckow hat die Flächen Schermützel- und Weißer See mit angrenzenden Gebieten käuflich erworben. Der Umgemeindung wird zugestimmt, wenn der Steuerausfall erstattet wird. In der DDR-Zeit, 1959, wurde dann auch Hasenholz nach Buckow eingemeindet.

### Touristische Entwicklung und Zeit nach 1930
Die Eröffnung der Buckower Kleinbahn am 26. Juli 1897 war ein entscheidender Schritt in der touristischen Entwicklung des Schermützelsees und Buckows. Durch den Anschluss an die Preußische Ostbahn war die Märkische Schweiz nun bequem zu erreichen, was insbesondere von den Berlinern genutzt wurde. 1911 erfolgte mit der Einweihung des Strandbads (siehe oben) ein weiterer wichtiger Impuls zur Belebung des Fremdenverkehrs. Im Jahr der Einverleibung des Sees, 1929, erhielt Buckow den offiziellen Titel „Bad Buckow“. In dieser Zeit warb das Bad vor allem mit Bädern und Brausen aller Art und versprach den Gästen Stärkung der geschwächten Nerven. Zu den Besuchern, die am Schermützelsee flanierten, gehörten neben Egon Erwin Kisch (siehe oben) der Sänger Herbert Ernst Groh, die Schauspielerin Margarete Kupfer sowie Heinz Rühmann und Max Schmeling. Im Februar 1939 ordnete der nationalsozialistische Reichsfremdenverkehrsverband an, die Märkische Schweiz in Märkisches Höhenland umzubenennen. Lief der Fremdenverkehr in dieser Zeit noch gut, kam er im Zweiten Weltkrieg zum Erliegen. In den letzten Kriegsjahren wurden in den Hotels schwangere Frauen aus Berlin untergebracht; einige Hotels wurden 1944/45 als Lazarette genutzt. Zum Ende des Kriegs war der Schermützelsee Teil der sogenannten Wotan-Stellung, einer Auffanglinie hinter der Hardenberg-Stellung im Endkampf um Berlin. Am 19. April 1945 durchbrach die Rote Armee die Sicherungslinie Prötzel – Grunow – Bollersdorf – Schermützelsee.

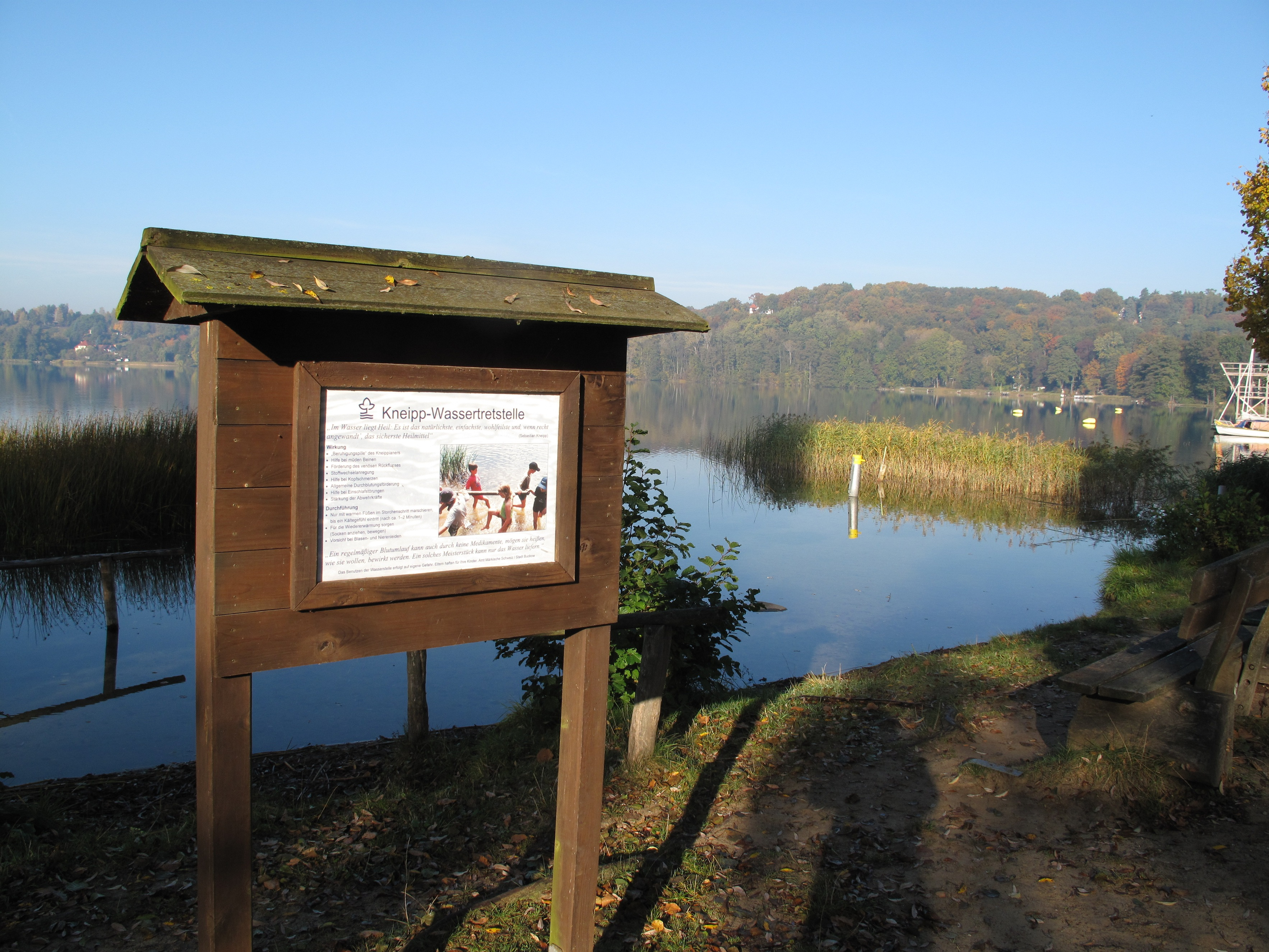
Kneipp-Wasser-Tretstelle am Ostufer

In der DDR-Zeit lief der Fremdenverkehr wieder an. 1950 wurden der See und Buckow Erholungsgebiet des FDGB-Feriendienstes. 1955 übernahm der FDGB (Freier Deutscher Gewerkschaftsbund) unter anderem das Strandhotel am Ortseingang aus Richtung Bollersdorf, das spätere Fontane-Heim, inzwischen eine Ruine. 1957 wurde das Kerngebiet der Märkischen Schweiz mit dem See zum Landschaftsschutzgebiet (LSG) erklärt, 1990 folgte die Ausweisung des Naturparks Märkische Schweiz auf 205 km² Fläche mit sechs Naturschutzgebieten (NSG). Nach der Deutschen Wiedervereinigung erhielt Buckow 1995 die vorläufige Anerkennung als Kneippkurort – eine hydrotherapeutische Kneipp-Wasser-Tretstelle wurde unter anderem am Schermützelsee eingerichtet; am 27. Juni 2003 wandelte das brandenburgische Ministerium für Arbeit, Soziales, Gesundheit und Frauen die vorläufige in eine unbefristete Anerkennung um. Hatten die Übernachtungen in Buckow in der DDR-Zeit einen Höchststand von 130.000/Jahr erreicht, waren sie 2003 auf rund 100.000 gesunken. Im Jahr 2006 verpachtete Buckow den Schermützelsee zur Pflege und Bewirtschaftung an den Landesanglerverband.
→ Zur heutigen Nutzung (Stand 2012) des Sees siehe Kapitel Nutzung, Wege und Bebauung.

## Der Schermützelsee in der Literatur

### Theodor Fontane
Im Band Oderland der Wanderungen durch die Mark Brandenburg beschrieb Theodor Fontane 1863 Buckow als ländliche Schönheit, die mit nacktem Fuß in den See tritt und unter Weidenzweigen ihr Haar flicht. Nach der Besteigung des Bollersdorfer Plateaus, fuhr er fort,

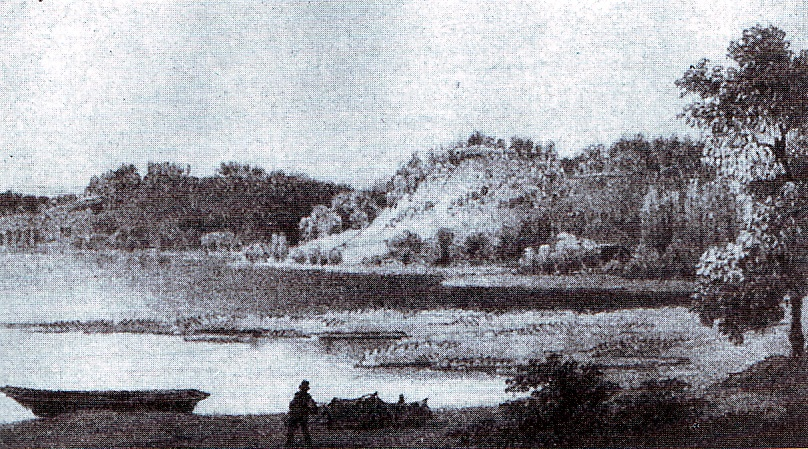
Die Bollersdorfer Höhe nach einem alten Stich

„[…] blicken wir überrascht in eine völlig senkrechte Tiefe nieder. Zweihundert Fuß unter uns der See. Wir nehmen nun unseren Stand und haben vielleicht das schönste Landschaftsbild vor uns, das die »Märkische Schweiz« oder doch der »Kanton Buckow« aufzuweisen vermag. Links und rechts in gleicher Höhe mit uns die Raps- und Saatfelder des Plateaus, unmittelbar unter uns der blaue, leicht gekräuselte Schermützelsee, drüben am anderen Ufer, in den Schluchten verschwindend und wieder zum Vorschein kommend, die Stadt und endlich hinter derselben eine bis hoch hinauf mit jungen frischgrünen Kiefern und dunklen Schwarztannen besetzte Berglehne. Die Nachmittagssonne fällt auf die Stadt, die mit ihren roten Dächern und weißen Giebeln wie ein Bild auf dem dunklen Hintergrunde der Tannen steht, das Auge aber, wohin es auch durch die Mannigfaltigkeit des Bildes gelockt werden möge, kehrt immer wieder auf den rätselvollen See zurück, der in genau zu verfolgenden Linien unter uns liegt. Auf den rätselvollen See. Noch wissen wir es nicht, aber wir ahnen es, daß er unter anderen Schätzen auch einen Sagenschatz umschließen muß, und unser Führer, ein Buckower Fischer, der uns bis hierher schweigend geleitet, hebt jetzt an: »Dort unten liegt die alte Stadt. […] Einst war alles Berg hier, und Stadt und Wald standen zwischen hüben und drüben, wie wir beide jetzt auf dieser Höhe stehen. In einer Nacht aber war alles vorbei. Der Berg ging nach unten und der See kam herauf!«.“

### Legende der versunkenen Stadt
Bereits 1843 hatte der Indogermanist und Mythologe Adalbert Kuhn die Legende der „alten Stadt“ unter dem Titel Die verschwundene Stadt bei Buckow in seine Sammlung Märkische Sagen und Märchen aufgenommen. Danach soll bei dem „Haussee“, gelegen dicht bei dem Städtchen Buckow, vor alters eine Stadt versunken sein. Alle Spuren seien allerdings verschwunden und nur am Johannistag könne man noch tief unten auf dem Grund den Kirchturm erblicken. Den kurzen Text der Kuhnschen Geschichte nahm unter anderem auch Ingeborg Drewitz in ihre Zusammenstellung Märkische Sagen von 1979 auf. Eine andere Ausprägung erhielt die Geschichte in der märkischen Sage Die weiße Frau, die die Fuhrmann-Chronik wiedergibt. Danach sei in einer Zeit, als hier noch kein See zu sehen war, auf dem Buckower Marktplatz eine Weiße Frau erschienen und habe prophezeit:

„Hier unten, tief unten, springt taufrischer Bronn,
doch hütet euch wohl, zieht hinterbergwärts die Sonn!“

Als dann beim Erntefest einige übermütige junge Burschen den Stein vom Brunnen herabgerollt hätten, sei sofort eine riesige Wasserfontäne hervorgeschossen. Eine gewaltige Springflut habe die entsetzten Anwesenden überschüttet und das Wasser sei höher und höher gestiegen. Kein Haus, Baum oder Hügel habe Schutz geboten und am nächsten Morgen sei nur noch eine weite Wasserfläche zu sehen gewesen, deren Wogen über die versunkene Stadt dahinrollten. Auf einem entfernten Berge habe die weiße Frau gestanden, ihre Hände gerungen und gesungen: Anne Susanne, komm nimmer zu Lande! Als später einmal ein Fischer die Glocke der versunkenen Kirche in seinem Netz gehabt habe, sei dieses gerissen und die Glocke wieder auf den Grund gesunken; aus der Tiefe habe man es summen gehört: Anne Susanne, komm nimmer zu Lande! Noch heute sollen Sonntagskinder zur Johannisfeier die Glocke dumpf und schaurig läuten hören. Fontane sah sich durch die Erzählung des Fischers veranlasst, genau hinzuschauen:

„Indessen ich wußte doch nun, was es war, daß mich der Schermützel so ganz anders angeblickt hatte, wie manch anderer See, und ich warf mich nieder und streckte den Kopf über den Abgrund hinaus, wenigstens den Wunsch im Herzen, unten ein Eichenskelett bis an den Wasserspiegel heraufragen und die Fische durch seine Zackenkronen hindurchhuschen zu sehen. Ich sah es auch wirklich, aber mit dem Bewußtsein, daß es Täuschung sei.“

Die aus der frühen Eisenzeit im Schermützelsee nachgewiesenen Pfahlbauten zeigen allerdings, dass die Geschichten über die versunkene Stadt einen realen Hintergrund haben.